# Wereldkampioenschap voetbal 2002 (kwalificatie AFC)
42 teams schreven zich in voor de kwalificatie van het wereldkampioenschap voetbal 2002. Japan en Zuid-Korea waren automatisch geplaatst. De AFC vroeg om een extra plaats maar de FIFA gaf die niet omdat de prestaties van de Aziatische ploegen niet om over naar huis te schrijven waren. Wel kregen ze 4 vaste plaatsen (in 1998 moest 1 plaats nog bevochten worden met een team van de OFC), er was ook nog een kans op een 5de plaats maar dit was een play-off tegen een UEFA-team.

## Opzet
- Eerste ronde: De 40 teams worden in 10 groepen van 4 verdeeld, de teams speelden uit en thuis behalve in groep 2 waar ze maar 1 keer tegen elkaar speelden. De groepswinnaars gaan naar de finaleronde.
- Finaleronde: De 10 teams werden in 2 groepen van 5 verdeeld, de winnaar kwalificeert zich, de nummers 2 gaan naar de play-offs.
- Play-offs: De 2 teams spelen uit en thuis tegen elkaar, de winnaar gaat naar de intercontinentale eindronde met een UEFA-team.
- Intercontinentale play-off: Het land dat de play-off wint speelt tegen een land van een ander continent.

## Gekwalificeerde landen
| FIFA-lid      | Kwalificatie          | Kwal. datum     | Aantal dln. (incl. 2002) | Dln. op rij | Eerste dln. | Laatste dln. | Titels (excl. 2002) | Beste prestatie |
| ------------- | --------------------- | --------------- | ------------------------ | ----------- | ----------- | ------------ | ------------------- | --------------- |
| Zuid-Korea    | Gastland              | 31 mei 1996     | 6e                       | 5           | 1954        | 1998         | 0                   | Vierde          |
| Japan         | Gastland              | 31 mei 1996     | 2e                       | 2           | 1998        | 1998         | 0                   | Achtste finale  |
| Saoedi-Arabië | Winnaar finalegroep A | 21 oktober 2001 | 3e                       | 3           | 1994        | 1998         | 0                   | Achtste finale  |
| China         | Winnaar finalegroep B | 7 oktober 2001  | 1e                       | 1           |             |              |                     |                 |

## Eerste ronde
In vergelijking met het vorige WK hoefden Japan en Zuid-Korea geen kwalificatie-wedstrijden te spelen, in hun plaats kwamen Oman en Thailand voor de eerste keer in de finale-poule. Oman versloeg Syrië met 2-0, Thailand had genoeg aan een 2-2 gelijkspel tegen Libanon. In vergelijking met het vorige WK werden Koeweit en Kazachstan uitgeschakeld door respectievelijk Irak en Bahrein.Irak haalde de volgende ronde op doelsaldo en nam wraak na uitschakeling op het vorige WK door hetzelfde Kazachen en Bahrein versloeg Koeweit buitenshuis met 1-0. Saoedi Arabië, Iran, China, Qatar, Oezbekistan en de Verenigde Arabische Emiraten plaatsten zich opnieuw voor de finale-poule. Iran zorgde voor een recordoverwinning: 19-0 tegen Guam, Karim Bagheri scoorde zes doelpunten.

### Groep 1
| Nr. | Land       | GW | W | G | V | DV | DT | DS  | Ptn | Resultaat                            |
| --- | ---------- | -- | - | - | - | -- | -- | --- | --- | ------------------------------------ |
| 1   | Oman       | 6  | 5 | 1 | 0 | 33 | 3  | +30 | 16  | Gekwalificeerd voor de tweede ronde. |
| 2   | Syrië      | 6  | 4 | 1 | 1 | 40 | 6  | +34 | 13  |                                      |
| 3   | Laos       | 6  | 1 | 1 | 4 | 3  | 40 | –37 | 4   |                                      |
| 4   | Filipijnen | 6  | 0 | 1 | 5 | 2  | 29 | –27 | 1   |                                      |

|                                                | |         |            |                                                                                        |
| 30 april 2001 «onderlinge duels» 16:00 (UTC+3) | Syrië | 12 – 0  | Filipijnen | Al-Hamadaniahstadion, Aleppo Toeschouwers: 20.000 Scheidsrechter: Siamak Bakhshi (IRN) |
| 30 april 2001 «onderlinge duels» 16:00 (UTC+3) | Bayazid 14', 16', 49', 77', 80' Jabban 25' Srour 27' (pen.) Nihad Al Boushi 45' Shehadeh 46' Mouhanad Boushi 59' Afash 75' (pen.) Malki 89' | Verslag |            | Al-Hamadaniahstadion, Aleppo Toeschouwers: 20.000 Scheidsrechter: Siamak Bakhshi (IRN) |

|                                                | |         |      |                                                                                            |
| 30 april 2001 «onderlinge duels» 16:00 (UTC+4) | Oman | 12 – 0  | Laos | Sultan Qaboos Sports Complex, Muscat Toeschouwers: 2.000 Scheidsrechter: Ammar Ammar (LIB) |
| 30 april 2001 «onderlinge duels» 16:00 (UTC+4) | Al-Dhabit 6', 23' (pen.), 30', 45', 45+1' Mubarak Al-Siyabi 21' Al-Mukhani 39', 44' Nasser Zayid 62' (pen.) Fawzi Bashir 81', 85' Al-Araimi 84' | Verslag |      | Sultan Qaboos Sports Complex, Muscat Toeschouwers: 2.000 Scheidsrechter: Ammar Ammar (LIB) |

|                                             |              |         |                                            |                                                                                      |
| 4 mei 2001 «onderlinge duels» 16:30 (UTC+3) | Filipijnen   | 1 – 5   | Syrië                                      | Al-Hamadaniahstadion, Aleppo Toeschouwers: 19.000 Scheidsrechter: Jang Sok Jin (PRK) |
| 4 mei 2001 «onderlinge duels» 16:30 (UTC+3) | Barsales 59' | Verslag | 42', 54' Srour 71' Bayazid 77', 87' Moussa | Al-Hamadaniahstadion, Aleppo Toeschouwers: 19.000 Scheidsrechter: Jang Sok Jin (PRK) |

|                                             |      |         |                                                                                       |                                                                                               |
| 4 mei 2001 «onderlinge duels» 19:15 (UTC+4) | Laos | 0 – 7   | Oman                                                                                  | Sultan Qaboos Sports Complex, Muscat Toeschouwers: 2.099 Scheidsrechter: Gyanu Shrestha (NEP) |
| 4 mei 2001 «onderlinge duels» 19:15 (UTC+4) |      | Verslag | 15', 79' Al-Dhabit 36' Mubarak Al-Siyabi 39', 42' Al-Araimi 43' Al-Mukhaini 90' Samir | Sultan Qaboos Sports Complex, Muscat Toeschouwers: 2.099 Scheidsrechter: Gyanu Shrestha (NEP) |

|                                             | |         |      |                                                                                           |
| 7 mei 2001 «onderlinge duels» 16:30 (UTC+3) | Syrië | 11 – 0  | Laos | Al-Hamadaniahstadion, Aleppo Toeschouwers: 9.000 Scheidsrechter: Ahmad Abu Khadijeh (JOR) |
| 7 mei 2001 «onderlinge duels» 16:30 (UTC+3) | Afash 15', 89' Mouhanad Boushi 25', 79' Bayazid 31', 53', 90' Moussa 33' Srour 55', 64' Nihad Al Boushi 69' | Verslag |      | Al-Hamadaniahstadion, Aleppo Toeschouwers: 9.000 Scheidsrechter: Ahmad Abu Khadijeh (JOR) |

|                                             |                                                                   |         |            | |
| 7 mei 2001 «onderlinge duels» 19:15 (UTC+4) | Oman                                                              | 7 – 0   | Filipijnen | Sultan Qaboos Sports Complex, Muscat Toeschouwers: 2.200 Scheidsrechter: Abdul Rahman Al-Delawar (BHR) |
| 7 mei 2001 «onderlinge duels» 19:15 (UTC+4) | Al-Dhabit 43' (pen.), 81' Al-Mukhaini 45', 61', 68', 79' Said 83' | Verslag |            | Sultan Qaboos Sports Complex, Muscat Toeschouwers: 2.200 Scheidsrechter: Abdul Rahman Al-Delawar (BHR) |

|                                              |      |         | |                                                                                       |
| 11 mei 2001 «onderlinge duels» 16:00 (UTC+3) | Laos | 0 – 9   | Syrië                                                                                                | Al-Hamadaniahstadion, Aleppo Toeschouwers: 12.000 Scheidsrechter: Mamed Mamedov (TKM) |
| 11 mei 2001 «onderlinge duels» 16:00 (UTC+3) |      | Verslag | 2', 50' Nihad Al Boushi 34' Srour 37' Bayazid 46' Shehadeh 55', 65' Zaher 75' Al-Khatib 81' Al Sayed | Al-Hamadaniahstadion, Aleppo Toeschouwers: 12.000 Scheidsrechter: Mamed Mamedov (TKM) |

|                                              |            |         |                      | |
| 11 mei 2001 «onderlinge duels» 19:15 (UTC+4) | Filipijnen | 0 – 2   | Oman                 | Sultan Qaboos Sports Complex, Muscat Toeschouwers: 3.000 Scheidsrechter: Sergey Tsaregradskiy (KAZ) |
| 11 mei 2001 «onderlinge duels» 19:15 (UTC+4) |            | Verslag | 11', 56' Al-Mukhaini | Sultan Qaboos Sports Complex, Muscat Toeschouwers: 3.000 Scheidsrechter: Sergey Tsaregradskiy (KAZ) |

|                                              |                                |         |                                       |                                                                                |
| 18 mei 2001 «onderlinge duels» 16:30 (UTC+3) | Syrië                          | 3 – 3   | Oman                                  | Al-Hamadaniahstadion, Aleppo Toeschouwers: 18.000 Scheidsrechter: Lu Jun (CHN) |
| 18 mei 2001 «onderlinge duels» 16:30 (UTC+3) | Bayazid 4' Afash 56' Srour 68' | Verslag | 35' Al-Araimi 55' Al-Dhabit 81' Samir | Al-Hamadaniahstadion, Aleppo Toeschouwers: 18.000 Scheidsrechter: Lu Jun (CHN) |

|                                              |                              |         |            |                                                                                         |
| 19 mei 2001 «onderlinge duels» 18:00 (UTC+7) | Laos                         | 2 – 0   | Filipijnen | Laos Nationaal Stadion, Vientiane Toeschouwers: 7.000 Scheidsrechter: Vo Minh Tri (VIE) |
| 19 mei 2001 «onderlinge duels» 18:00 (UTC+7) | Phounsamay 15' Dalaphone 55' | Verslag |            | Laos Nationaal Stadion, Vientiane Toeschouwers: 7.000 Scheidsrechter: Vo Minh Tri (VIE) |

|                                              |                                 |         |       |                                                                                                 |
| 25 mei 2001 «onderlinge duels» 19:15 (UTC+4) | Oman                            | 2 – 0   | Syrië | Sultan Qaboos Sports Complex, Muscat Toeschouwers: 25.000 Scheidsrechter: Masayoshi Okada (JPN) |
| 25 mei 2001 «onderlinge duels» 19:15 (UTC+4) | Mubarak Al-Siyabi 48' Samir 67' | Verslag |       | Sultan Qaboos Sports Complex, Muscat Toeschouwers: 25.000 Scheidsrechter: Masayoshi Okada (JPN) |

|                                              |            |         |                   |                                                                                        |
| 26 mei 2001 «onderlinge duels» 19:00 (UTC+8) | Filipijnen | 1 – 1   | Laos              | PhilSports Complex, Pasig City Toeschouwers: 1.000 Scheidsrechter: Jajat Hidayat (IDN) |
| 26 mei 2001 «onderlinge duels» 19:00 (UTC+8) | Doña 20'   | Verslag | 81' Khouphachansy | PhilSports Complex, Pasig City Toeschouwers: 1.000 Scheidsrechter: Jajat Hidayat (IDN) |

### Groep 2
| Nr. | Land         | GW | W | G | V | DV | DT | DS  | Ptn | Resultaat                            |
| --- | ------------ | -- | - | - | - | -- | -- | --- | --- | ------------------------------------ |
| 1   | Iran         | 2  | 2 | 0 | 0 | 21 | 0  | +21 | 6   | Gekwalificeerd voor de tweede ronde. |
| 2   | Tadzjikistan | 2  | 1 | 0 | 1 | 16 | 2  | +14 | 3   |                                      |
| 3   | Guam         | 2  | 0 | 0 | 2 | 0  | 35 | –35 | 0   |                                      |

|                                                      | |         |      |                                                                              |
| 24 november 2000 «onderlinge duels» 14:30 (UTC+4:30) | Iran | 19 – 0  | Guam | Takhtistadion, Tabriz Toeschouwers: 30.000 Scheidsrechter: Talaat Najm (LIB) |
| 24 november 2000 «onderlinge duels» 14:30 (UTC+4:30) | Majidi 12', 75', 79' Bagheri 13', 23', 33', 48', 67', 77' Karimi 19', 55', 58', 86' Nikbakht 31' Daei 34' (pen.), 53', 72' Bakhtiarizadeh 43', 69' | Verslag |      | Takhtistadion, Tabriz Toeschouwers: 30.000 Scheidsrechter: Talaat Najm (LIB) |

|                                                      | |         |      |                                                                             |
| 26 november 2000 «onderlinge duels» 14:30 (UTC+4:30) | Tadzjikistan | 16 – 0  | Guam | Takhtistadion, Tabriz Toeschouwers: 5.000 Scheidsrechter: Hani Ballan (QAT) |
| 26 november 2000 «onderlinge duels» 14:30 (UTC+4:30) | Ashurmamadov 3', 16' Muminov 13' Knitel 20' Khojaev 26', 39', 70' Hamidov 31', 47', 77', 89' (pen.) Fuzailov 52' Berdykulov 62', 67' Jabbarov 77' Usmonov 87' | Verslag |      | Takhtistadion, Tabriz Toeschouwers: 5.000 Scheidsrechter: Hani Ballan (QAT) |

|                                                      |                           |         |              |                                                                                    |
| 28 november 2000 «onderlinge duels» 14:30 (UTC+4:30) | Iran                      | 2 – 0   | Tadzjikistan | Takhtistadion, Tabriz Toeschouwers: 35.000 Scheidsrechter: Mahmoud Al-Rifaee (SYR) |
| 28 november 2000 «onderlinge duels» 14:30 (UTC+4:30) | Daei 47' Hasheminasab 54' | Verslag |              | Takhtistadion, Tabriz Toeschouwers: 35.000 Scheidsrechter: Mahmoud Al-Rifaee (SYR) |

### Groep 3
| Nr. | Land      | GW | W | G | V | DV | DT | DS  | Ptn | Resultaat                            |
| --- | --------- | -- | - | - | - | -- | -- | --- | --- | ------------------------------------ |
| 1   | Qatar     | 6  | 5 | 1 | 0 | 14 | 3  | +11 | 16  | Gekwalificeerd voor de tweede ronde. |
| 2   | Palestina | 6  | 2 | 1 | 3 | 8  | 9  | –1  | 7   |                                      |
| 3   | Maleisië  | 6  | 2 | 1 | 3 | 8  | 11 | –3  | 7   |                                      |
| 4   | Hongkong  | 6  | 1 | 1 | 4 | 3  | 10 | –7  | 4   |                                      |

|                                               |                                                         |         |          |                                                                                   |
| 4 maart 2001 «onderlinge duels» 13:00 (UTC+8) | Qatar                                                   | 5 – 1   | Maleisië | Hong Kong Stadium, Hongkong Toeschouwers: 500 Scheidsrechter: Toru Kamikawa (JPN) |
| 4 maart 2001 «onderlinge duels» 13:00 (UTC+8) | Al-Enazi 10', 37', 59' Mustafa 51' (pen.) Al-Tamimi 75' | Verslag | 9' Talib | Hong Kong Stadium, Hongkong Toeschouwers: 500 Scheidsrechter: Toru Kamikawa (JPN) |

|                                               |            |         |           |                                                                                     |
| 4 maart 2001 «onderlinge duels» 15:15 (UTC+8) | Hongkong   | 1 – 1   | Palestina | Hong Kong Stadium, Hongkong Toeschouwers: 7.000 Scheidsrechter: Han Byung-Hwa (KOR) |
| 4 maart 2001 «onderlinge duels» 15:15 (UTC+8) | Ho Man 72' | Verslag | 64' Ayoub | Hong Kong Stadium, Hongkong Toeschouwers: 7.000 Scheidsrechter: Han Byung-Hwa (KOR) |

|                                               |           |         |                          |                                                                                            |
| 8 maart 2001 «onderlinge duels» 18:00 (UTC+8) | Palestina | 1 – 2   | Qatar                    | Hong Kong Stadium, Hongkong Toeschouwers: 5.000 Scheidsrechter: Ekachai Tanaddernkao (THA) |
| 8 maart 2001 «onderlinge duels» 18:00 (UTC+8) | Ayoub 54' | Verslag | 31' Al Naemi 65' Mustafa | Hong Kong Stadium, Hongkong Toeschouwers: 5.000 Scheidsrechter: Ekachai Tanaddernkao (THA) |

|                                               |          |         |                 |                                                                                           |
| 8 maart 2001 «onderlinge duels» 20:15 (UTC+8) | Hongkong | 0 – 2   | Maleisië        | Hong Kong Stadium, Hongkong Toeschouwers: 5.000 Scheidsrechter: Musallam Al Bloushi (UAE) |
| 8 maart 2001 «onderlinge duels» 20:15 (UTC+8) |          | Verslag | 46', 79' Rakhli | Hong Kong Stadium, Hongkong Toeschouwers: 5.000 Scheidsrechter: Musallam Al Bloushi (UAE) |

|                                                |              |         |          |                                                                                            |
| 11 maart 2001 «onderlinge duels» 13:00 (UTC+8) | Palestina    | 1 – 0   | Maleisië | Hong Kong Stadium, Hongkong Toeschouwers: 4.540 Scheidsrechter: Mohammad Tajul Islam (BAN) |
| 11 maart 2001 «onderlinge duels» 13:00 (UTC+8) | Al-Jaish 36' | Verslag |          | Hong Kong Stadium, Hongkong Toeschouwers: 4.540 Scheidsrechter: Mohammad Tajul Islam (BAN) |

|                                                |          |         |                              |                                                                                     |
| 11 maart 2001 «onderlinge duels» 15:15 (UTC+8) | Hongkong | 0 – 2   | Qatar                        | Hong Kong Stadium, Hongkong Toeschouwers: 4.500 Scheidsrechter: Toru Kamikawa (JPN) |
| 11 maart 2001 «onderlinge duels» 15:15 (UTC+8) |          | Verslag | 42' Al-Enazi 67' (e.d.) Feng | Hong Kong Stadium, Hongkong Toeschouwers: 4.500 Scheidsrechter: Toru Kamikawa (JPN) |

|                                                |           |         |          |                                                                                            |
| 20 maart 2001 «onderlinge duels» 15:30 (UTC+3) | Palestina | 1 – 0   | Hongkong | Jassim Bin Hamadstadion, Doha Toeschouwers: 500 Scheidsrechter: Abdul Rahman Al-Zaid (KSA) |
| 20 maart 2001 «onderlinge duels» 15:30 (UTC+3) | Lafi 58'  | Verslag |          | Jassim Bin Hamadstadion, Doha Toeschouwers: 500 Scheidsrechter: Abdul Rahman Al-Zaid (KSA) |

|                                                |         |       |          |                                                                                      |
| 20 maart 2001 «onderlinge duels» 18:15 (UTC+3) | Qatar   | 0 – 0 | Maleisië | Jassim Bin Hamadstadion, Doha Toeschouwers: 2.000 Scheidsrechter: Rahim Rahimi (IRN) |
| 20 maart 2001 «onderlinge duels» 18:15 (UTC+3) | Verslag |       |          | Jassim Bin Hamadstadion, Doha Toeschouwers: 2.000 Scheidsrechter: Rahim Rahimi (IRN) |

|                                                |                         |         |           |                                                                                       |
| 23 maart 2001 «onderlinge duels» 18:15 (UTC+3) | Qatar                   | 2 – 1   | Palestina | Jassim Bin Hamadstadion, Doha Toeschouwers: 4.000 Scheidsrechter: Naotsugu Fuse (JPN) |
| 23 maart 2001 «onderlinge duels» 18:15 (UTC+3) | Al-Enazi 24' Hassan 45' | Verslag | 30' Ayoub | Jassim Bin Hamadstadion, Doha Toeschouwers: 4.000 Scheidsrechter: Naotsugu Fuse (JPN) |

|                                                |                    |         |          |                                                                                      |
| 23 maart 2001 «onderlinge duels» 20:15 (UTC+3) | Hongkong           | 2 – 1   | Maleisië | Jassim Bin Hamadstadion, Doha Toeschouwers: 100 Scheidsrechter: Muflah Mohamed (OMA) |
| 23 maart 2001 «onderlinge duels» 20:15 (UTC+3) | Feng 11' Keung 78' | Verslag | 86' Omar | Jassim Bin Hamadstadion, Doha Toeschouwers: 100 Scheidsrechter: Muflah Mohamed (OMA) |

|                                                |                                        |         |          |                                                                                           |
| 25 maart 2001 «onderlinge duels» 18:15 (UTC+3) | Qatar                                  | 3 – 0   | Hongkong | Jassim Bin Hamadstadion, Doha Toeschouwers: 2.000 Scheidsrechter: Khader Haj Khader (SYR) |
| 25 maart 2001 «onderlinge duels» 18:15 (UTC+3) | Al Naemi 45' Mubarak 89' Al-Tamimi 90' | Verslag |          | Jassim Bin Hamadstadion, Doha Toeschouwers: 2.000 Scheidsrechter: Khader Haj Khader (SYR) |

|                                                |                                           |         |                                          |                                                                                       |
| 25 maart 2001 «onderlinge duels» 18:15 (UTC+3) | Maleisië                                  | 4 – 3   | Palestina                                | Grand Hamadstadion, Doha Toeschouwers: 400 Scheidsrechter: Abdul Rahman Al-Zaid (KSA) |
| 25 maart 2001 «onderlinge duels» 18:15 (UTC+3) | Rakhli 21', 62' (pen.) Omar 53' Idrus 56' | Verslag | 3' Ayoub 29' (pen.) Al-Holi 90' Al-Jaish | Grand Hamadstadion, Doha Toeschouwers: 400 Scheidsrechter: Abdul Rahman Al-Zaid (KSA) |

### Groep 4
| Nr. | Land      | GW | W | G | V | DV | DT | DS | Ptn | Resultaat                            |
| --- | --------- | -- | - | - | - | -- | -- | -- | --- | ------------------------------------ |
| 1   | Bahrein   | 6  | 5 | 0 | 1 | 9  | 4  | +4 | 15  | Gekwalificeerd voor de tweede ronde. |
| 2   | Koeweit   | 6  | 4 | 1 | 1 | 9  | 3  | +6 | 13  |                                      |
| 3   | Kirgizië  | 6  | 1 | 1 | 4 | 3  | 9  | –6 | 4   |                                      |
| 4   | Singapore | 6  | 0 | 2 | 4 | 3  | 8  | –5 | 2   |                                      |

|                                                  |             |         |                             |                                                                                      |
| 3 februari 2001 «onderlinge duels» 18:00 (UTC+8) | Bahrein     | 1 – 2   | Koeweit                     | Nationaal Stadion, Singapore Toeschouwers: 25.000 Scheidsrechter: Kim Hoe Sung (KOR) |
| 3 februari 2001 «onderlinge duels» 18:00 (UTC+8) | Al Sadi 90' | Verslag | 66' Al Huwaidi 72' Al-Sauhi | Nationaal Stadion, Singapore Toeschouwers: 25.000 Scheidsrechter: Kim Hoe Sung (KOR) |

|                                                  |           |         |               |                                                                                                  |
| 3 februari 2001 «onderlinge duels» 20:00 (UTC+8) | Singapore | 0 – 1   | Kirgizië      | Nationaal Stadion, Singapore Toeschouwers: 25.000 Scheidsrechter: Abdul Aziz A. Al Dokhail (KSA) |
| 3 februari 2001 «onderlinge duels» 20:00 (UTC+8) |           | Verslag | 83' Kovalenko | Nationaal Stadion, Singapore Toeschouwers: 25.000 Scheidsrechter: Abdul Aziz A. Al Dokhail (KSA) |

|                                                  |             |         |          |                                                                                           |
| 6 februari 2001 «onderlinge duels» 18:00 (UTC+8) | Bahrein     | 1 – 0   | Kirgizië | Nationaal Stadion, Singapore Toeschouwers: 1.000 Scheidsrechter: Kazuhiko Matsumura (JPN) |
| 6 februari 2001 «onderlinge duels» 18:00 (UTC+8) | Al Sadi 86' | Verslag |          | Nationaal Stadion, Singapore Toeschouwers: 1.000 Scheidsrechter: Kazuhiko Matsumura (JPN) |

|                                                  |              |         |           |                                                                                           |
| 6 februari 2001 «onderlinge duels» 20:00 (UTC+8) | Koeweit      | 1 – 1   | Singapore | Nationaal Stadion, Singapore Toeschouwers: 12.000 Scheidsrechter: Suresh Srinivasan (IND) |
| 6 februari 2001 «onderlinge duels» 20:00 (UTC+8) | Abdullah 61' | Verslag | 86' Shah  | Nationaal Stadion, Singapore Toeschouwers: 12.000 Scheidsrechter: Suresh Srinivasan (IND) |

|                                                  |          |         |                                        |                                                                                  |
| 9 februari 2001 «onderlinge duels» 18:00 (UTC+8) | Kirgizië | 0 – 3   | Koeweit                                | Nationaal Stadion, Singapore Toeschouwers: 1.000 Scheidsrechter: Zhu Liuyi (CHN) |
| 9 februari 2001 «onderlinge duels» 18:00 (UTC+8) |          | Verslag | 61' Asel 85' Al Huwaidi 90' Al-Mutairi | Nationaal Stadion, Singapore Toeschouwers: 1.000 Scheidsrechter: Zhu Liuyi (CHN) |

|                                                  |           |         |                  |                                                                                            |
| 9 februari 2001 «onderlinge duels» 20:00 (UTC+8) | Singapore | 1 – 2   | Bahrein          | Nationaal Stadion, Singapore Toeschouwers: 25.000 Scheidsrechter: Kazuhiko Matsumura (JPN) |
| 9 februari 2001 «onderlinge duels» 20:00 (UTC+8) | Ali 65'   | Verslag | 15', 25' Al Sadi | Nationaal Stadion, Singapore Toeschouwers: 25.000 Scheidsrechter: Kazuhiko Matsumura (JPN) |

|                                                   |              |         |                        |                                                                                   |
| 21 februari 2001 «onderlinge duels» 16:45 (UTC+3) | Kirgizië     | 1 – 2   | Bahrein                | Nationaal Stadion, Koeweit Toeschouwers: 1.099 Scheidsrechter: Park Sang-Gu (KOR) |
| 21 februari 2001 «onderlinge duels» 16:45 (UTC+3) | Jumagulov 8' | Verslag | 23' Salmeen 74' Hassan | Nationaal Stadion, Koeweit Toeschouwers: 1.099 Scheidsrechter: Park Sang-Gu (KOR) |

|                                                   |           |         |                |                                                                                          |
| 21 februari 2001 «onderlinge duels» 19:00 (UTC+3) | Singapore | 0 – 1   | Koeweit        | Nationaal Stadion, Koeweit Toeschouwers: 12.099 Scheidsrechter: Toshimitsu Yoshida (JPN) |
| 21 februari 2001 «onderlinge duels» 19:00 (UTC+3) |           | Verslag | 52' Al-Mutairi | Nationaal Stadion, Koeweit Toeschouwers: 12.099 Scheidsrechter: Toshimitsu Yoshida (JPN) |

|                                                   |                           |         |          |                                                                                   |
| 24 februari 2001 «onderlinge duels» 16:45 (UTC+3) | Koeweit                   | 2 – 0   | Kirgizië | Nationaal Stadion, Koeweit Toeschouwers: 8.000 Scheidsrechter: Zhang Yeduan (CHN) |
| 24 februari 2001 «onderlinge duels» 16:45 (UTC+3) | Al Huwaidi 21' Laheeb 87' | Verslag |          | Nationaal Stadion, Koeweit Toeschouwers: 8.000 Scheidsrechter: Zhang Yeduan (CHN) |

|                                                   |                     |         |           |                                                                                     |
| 24 februari 2001 «onderlinge duels» 19:00 (UTC+3) | Bahrein             | 2 – 0   | Singapore | Nationaal Stadion, Koeweit Toeschouwers: 800 Scheidsrechter: Youssuf Al Aqily (KSA) |
| 24 februari 2001 «onderlinge duels» 19:00 (UTC+3) | Eid 40' Al Sadi 43' | Verslag |           | Nationaal Stadion, Koeweit Toeschouwers: 800 Scheidsrechter: Youssuf Al Aqily (KSA) |

|                                                   |               |         |           |                                                                                            |
| 27 februari 2001 «onderlinge duels» 16:45 (UTC+3) | Kirgizië      | 1 – 1   | Singapore | Nationaal Stadion, Koeweit Toeschouwers: 25.099 Scheidsrechter: Mohammad Abdur Rakib (BAN) |
| 27 februari 2001 «onderlinge duels» 16:45 (UTC+3) | Kovalenko 77' | Verslag | 60' Ratna | Nationaal Stadion, Koeweit Toeschouwers: 25.099 Scheidsrechter: Mohammad Abdur Rakib (BAN) |

|                                                   |         |         |              |                                                                                    |
| 27 februari 2001 «onderlinge duels» 19:00 (UTC+3) | Koeweit | 0 – 1   | Bahrein      | Nationaal Stadion, Koeweit Toeschouwers: 18.000 Scheidsrechter: Zhang Yeduan (CHN) |
| 27 februari 2001 «onderlinge duels» 19:00 (UTC+3) |         | Verslag | 72' Mohammed | Nationaal Stadion, Koeweit Toeschouwers: 18.000 Scheidsrechter: Zhang Yeduan (CHN) |

### Groep 5
| Nr. | Land      | GW | W | G | V | DV | DT | DS  | Ptn | Resultaat                            |
| --- | --------- | -- | - | - | - | -- | -- | --- | --- | ------------------------------------ |
| 1   | Thailand  | 6  | 5 | 1 | 0 | 20 | 5  | +15 | 16  | Gekwalificeerd voor de tweede ronde. |
| 2   | Libanon   | 6  | 4 | 1 | 1 | 26 | 5  | +21 | 13  |                                      |
| 3   | Sri Lanka | 6  | 1 | 1 | 4 | 8  | 20 | –12 | 4   |                                      |
| 4   | Pakistan  | 6  | 0 | 1 | 5 | 5  | 29 | –24 | 1   |                                      |

|                                              |                                                      |         |                 |                                                                                 |
| 13 mei 2001 «onderlinge duels» 15:30 (UTC+3) | Thailand                                             | 4 – 2   | Sri Lanka       | Beiroetstadion, Beiroet Toeschouwers: 1.000 Scheidsrechter: Gong Jianping (CHN) |
| 13 mei 2001 «onderlinge duels» 15:30 (UTC+3) | Senamuang 46', 51' Chaiman 53' Damrong-Ongtrakul 84' | Verslag | 20', 50' Raheem | Beiroetstadion, Beiroet Toeschouwers: 1.000 Scheidsrechter: Gong Jianping (CHN) |

|                                              |                                                           |         |          |                                                                                     |
| 13 mei 2001 «onderlinge duels» 18:00 (UTC+3) | Libanon                                                   | 6 – 0   | Pakistan | Beiroetstadion, Beiroet Toeschouwers: 5.000 Scheidsrechter: Halim Abdul Hamid (MAS) |
| 13 mei 2001 «onderlinge duels» 18:00 (UTC+3) | Zein 6', 32', 88' Hojeij 49' Santos 51' (pen.) Hamdan 90' | Verslag |          | Beiroetstadion, Beiroet Toeschouwers: 5.000 Scheidsrechter: Halim Abdul Hamid (MAS) |

|                                              |                              |         |          |                                                                               |
| 15 mei 2001 «onderlinge duels» 18:00 (UTC+3) | Thailand                     | 3 – 0   | Pakistan | Beiroetstadion, Beiroet Toeschouwers: 1.000 Scheidsrechter: Sabah Kasim (IRQ) |
| 15 mei 2001 «onderlinge duels» 18:00 (UTC+3) | Piturat 35', 52' Chaiman 86' | Verslag |          | Beiroetstadion, Beiroet Toeschouwers: 1.000 Scheidsrechter: Sabah Kasim (IRQ) |

|                                              |                                         |         |           |                                                                                     |
| 15 mei 2001 «onderlinge duels» 20:30 (UTC+3) | Libanon                                 | 4 – 0   | Sri Lanka | Beiroetstadion, Beiroet Toeschouwers: 4.000 Scheidsrechter: Halim Abdul Hamid (MAS) |
| 15 mei 2001 «onderlinge duels» 20:30 (UTC+3) | R. Antar 44', 63' Hojeij 65' Kassas 90' | Verslag |           | Beiroetstadion, Beiroet Toeschouwers: 4.000 Scheidsrechter: Halim Abdul Hamid (MAS) |

|                                              |                     |         |                                     |                                                                                 |
| 17 mei 2001 «onderlinge duels» 18:00 (UTC+3) | Pakistan            | 3 – 3   | Sri Lanka                           | Beiroetstadion, Beiroet Toeschouwers: 1.000 Scheidsrechter: Gong Jianping (CHN) |
| 17 mei 2001 «onderlinge duels» 18:00 (UTC+3) | Zaman 45', 80', 85' | Verslag | 45' Raheem 72' Bandanage 83' Kassun | Beiroetstadion, Beiroet Toeschouwers: 1.000 Scheidsrechter: Gong Jianping (CHN) |

|                                              |             |         |                           |                                                                                  |
| 17 mei 2001 «onderlinge duels» 20:30 (UTC+3) | Libanon     | 1 – 2   | Thailand                  | Beiroetstadion, Beiroet Toeschouwers: 15.000 Scheidsrechter: Kim Young-Joo (KOR) |
| 17 mei 2001 «onderlinge duels» 20:30 (UTC+3) | R. Antar 9' | Verslag | 15' Piturat 27' Senamuang | Beiroetstadion, Beiroet Toeschouwers: 15.000 Scheidsrechter: Kim Young-Joo (KOR) |

|                                              |            |         |                                                                               |                                                                                                |
| 26 mei 2001 «onderlinge duels» 16:00 (UTC+7) | Pakistan   | 1 – 8   | Libanon                                                                       | Suphachalasaistadion, Bangkok Toeschouwers: 6.000 Scheidsrechter: S. Kumbalingam Kennedy (SIN) |
| 26 mei 2001 «onderlinge duels» 16:00 (UTC+7) | Arshad 20' | Verslag | 5' F. Antar 10', 60' Ghazarian 32', 42' R. Antar 46', 88' Santos 78' Marcílio | Suphachalasaistadion, Bangkok Toeschouwers: 6.000 Scheidsrechter: S. Kumbalingam Kennedy (SIN) |

|                                              |           |         |                                |                                                                                        |
| 26 mei 2001 «onderlinge duels» 18:30 (UTC+7) | Sri Lanka | 0 – 3   | Thailand                       | Suphachalasaistadion, Bangkok Toeschouwers: 10.000 Scheidsrechter: Zhang Jianjun (CHN) |
| 26 mei 2001 «onderlinge duels» 18:30 (UTC+7) |           | Verslag | 37' Piturat 50', 60' Senamuang | Suphachalasaistadion, Bangkok Toeschouwers: 10.000 Scheidsrechter: Zhang Jianjun (CHN) |

|                                              |           |         |                                                                  |                                                                                       |
| 28 mei 2001 «onderlinge duels» 16:00 (UTC+7) | Sri Lanka | 0 – 5   | Libanon                                                          | Suphachalasaistadion, Bangkok Toeschouwers: 6.000 Scheidsrechter: Zhang Jianjun (CHN) |
| 28 mei 2001 «onderlinge duels» 16:00 (UTC+7) |           | Verslag | 25' Ghazarian 37' F. Antar 48' Marcílio 64' Zein 82' Yenkibarian | Suphachalasaistadion, Bangkok Toeschouwers: 6.000 Scheidsrechter: Zhang Jianjun (CHN) |

|                                              |          |         |                                                             |                                                                                             |
| 28 mei 2001 «onderlinge duels» 18:30 (UTC+7) | Pakistan | 0 – 6   | Thailand                                                    | Suphachalasaistadion, Bangkok Toeschouwers: 10.000 Scheidsrechter: Fareed Al-Marzouqi (UAE) |
| 28 mei 2001 «onderlinge duels» 18:30 (UTC+7) |          | Verslag | 10', 51', 55', 74' Senamuang 78' Siriwong 83' Jirasirichote | Suphachalasaistadion, Bangkok Toeschouwers: 10.000 Scheidsrechter: Fareed Al-Marzouqi (UAE) |

|                                              |                                  |         |          |                                                                                         |
| 30 mei 2001 «onderlinge duels» 16:00 (UTC+7) | Sri Lanka                        | 3 – 1   | Pakistan | Suphachalasaistadion, Bangkok Toeschouwers: 8.000 Scheidsrechter: Viktor Kolpakov (KGZ) |
| 30 mei 2001 «onderlinge duels» 16:00 (UTC+7) | Jayasuriya 6', 48' Bandanage 11' | Verslag | 9' Riaz  | Suphachalasaistadion, Bangkok Toeschouwers: 8.000 Scheidsrechter: Viktor Kolpakov (KGZ) |

|                                              |                           |         |                          |                                                                                        |
| 30 mei 2001 «onderlinge duels» 18:30 (UTC+7) | Thailand                  | 2 – 2   | Libanon                  | Suphachalasaistadion, Bangkok Toeschouwers: 30.000 Scheidsrechter: Toru Kamikawa (JPN) |
| 30 mei 2001 «onderlinge duels» 18:30 (UTC+7) | Pituratana 73' Sripan 77' | Verslag | 35' Ghazarian 87' Hojeij | Suphachalasaistadion, Bangkok Toeschouwers: 30.000 Scheidsrechter: Toru Kamikawa (JPN) |

### Groep 6
| Nr. | Land       | GW | W | G | V | DV | DT | DS  | Ptn | Resultaat                            |
| --- | ---------- | -- | - | - | - | -- | -- | --- | --- | ------------------------------------ |
| 1   | Irak       | 6  | 4 | 2 | 0 | 28 | 5  | +23 | 14  | Gekwalificeerd voor de tweede ronde. |
| 2   | Kazachstan | 6  | 4 | 2 | 0 | 20 | 2  | +18 | 14  |                                      |
| 3   | Nepal      | 6  | 2 | 0 | 4 | 13 | 25 | –12 | 6   |                                      |
| 4   | Macau      | 6  | 0 | 0 | 6 | 2  | 31 | –29 | 0   |                                      |

|                                                |       |         |                                                                                 |                                                                                   |
| 12 april 2001 «onderlinge duels» 17:00 (UTC+3) | Nepal | 0 – 6   | Kazachstan                                                                      | Al-shaabstadion, Bagdad Toeschouwers: 45.000 Scheidsrechter: Mohammed Kousa (SYR) |
| 12 april 2001 «onderlinge duels» 17:00 (UTC+3) |       | Verslag | 11', 28' Litvinenko 21' Urazbakhtin 73' Lunev 75' Baltiev 82' (pen.) Kadyrkulov | Al-shaabstadion, Bagdad Toeschouwers: 45.000 Scheidsrechter: Mohammed Kousa (SYR) |

|                                                |                                                           |         |       |                                                                                      |
| 12 april 2001 «onderlinge duels» 19:15 (UTC+3) | Irak                                                      | 8 – 0   | Macau | Al-shaabstadion, Bagdad Toeschouwers: 45.000 Scheidsrechter: Panya Hanlumyaung (THA) |
| 12 april 2001 «onderlinge duels» 19:15 (UTC+3) | Hesham 21', 31', 33', 35', 76' Khalaf 60', 83' Kadhim 88' | Verslag |       | Al-shaabstadion, Bagdad Toeschouwers: 45.000 Scheidsrechter: Panya Hanlumyaung (THA) |

|                                                |                                          |         |       |                                                                                  |
| 14 april 2001 «onderlinge duels» 17:00 (UTC+3) | Kazachstan                               | 3 – 0   | Macau | Al-shaabstadion, Bagdad Toeschouwers: 15.000 Scheidsrechter: Kim Tae-Young (KOR) |
| 14 april 2001 «onderlinge duels» 17:00 (UTC+3) | Avdeyev 11' Litvinenko 57' Gorovenka 68' | Verslag |       | Al-shaabstadion, Bagdad Toeschouwers: 15.000 Scheidsrechter: Kim Tae-Young (KOR) |

|                                                |               |         |                                                                                                |                                                                                 |
| 14 april 2001 «onderlinge duels» 19:15 (UTC+3) | Nepal         | 1 – 9   | Irak                                                                                           | Al-shaabstadion, Bagdad Toeschouwers: 25.000 Scheidsrechter: Huang Junjie (CHN) |
| 14 april 2001 «onderlinge duels» 19:15 (UTC+3) | Rayamajhi 25' | Verslag | 6' (pen.), 20' (pen.) Al-Hail 15', 59' Hesham 21' Jaafar 36' Abdullah 55' Emad 65', 75' Kadhim | Al-shaabstadion, Bagdad Toeschouwers: 25.000 Scheidsrechter: Huang Junjie (CHN) |

|                                                |                                                |         |            |                                                                                    |
| 16 april 2001 «onderlinge duels» 17:00 (UTC+3) | Nepal                                          | 4 – 1   | Macau      | Al-shaabstadion, Bagdad Toeschouwers: 45.000 Scheidsrechter: Mohamed Senhoub (YEM) |
| 16 april 2001 «onderlinge duels» 17:00 (UTC+3) | Rayamajhi 18', 61' Thapa 31' Khadka 74' (pen.) | Verslag | 28' Cheong | Al-shaabstadion, Bagdad Toeschouwers: 45.000 Scheidsrechter: Mohamed Senhoub (YEM) |

|                                                |            |         |                    |                                                                                  |
| 16 april 2001 «onderlinge duels» 19:15 (UTC+3) | Kazachstan | 1 – 1   | Irak               | Al-shaabstadion, Bagdad Toeschouwers: 50.000 Scheidsrechter: Kim Tae-Young (KOR) |
| 16 april 2001 «onderlinge duels» 19:15 (UTC+3) | Baltiev 6' | Verslag | 31' (pen.) Al-Hail | Al-shaabstadion, Bagdad Toeschouwers: 50.000 Scheidsrechter: Kim Tae-Young (KOR) |

|                                                |                                                      |         |       |                                                                                              |
| 21 april 2001 «onderlinge duels» 16:00 (UTC+6) | Kazachstan                                           | 4 – 0   | Nepal | Almatı Ortalıq Stadionı, Almaty Toeschouwers: 15.000 Scheidsrechter: Abdulla Al Bannai (UAE) |
| 21 april 2001 «onderlinge duels» 16:00 (UTC+6) | Shevchenko 43', 73' Baltiev 69' (pen.) Gorovenka 87' | Verslag |       | Almatı Ortalıq Stadionı, Almaty Toeschouwers: 15.000 Scheidsrechter: Abdulla Al Bannai (UAE) |

|                                                |       |         |                                            |                                                                                            |
| 21 april 2001 «onderlinge duels» 19:00 (UTC+7) | Macau | 0 – 5   | Irak                                       | Almatı Ortalıq Stadionı, Almaty Toeschouwers: 8.000 Scheidsrechter: Mongkol Rungklay (THA) |
| 21 april 2001 «onderlinge duels» 19:00 (UTC+7) |       | Verslag | 45', 80' Al-Hail 57', 90' Hassum 88' Obeid | Almatı Ortalıq Stadionı, Almaty Toeschouwers: 8.000 Scheidsrechter: Mongkol Rungklay (THA) |

|                                                |       |         |                                                |                                                                                          |
| 23 april 2001 «onderlinge duels» 16:00 (UTC+7) | Macau | 0 – 5   | Kazachstan                                     | Almatı Ortalıq Stadionı, Almaty Toeschouwers: 8.000 Scheidsrechter: Balu Sundarraj (IND) |
| 23 april 2001 «onderlinge duels» 16:00 (UTC+7) |       | Verslag | 50', 70' Bjakov 51', 72' Avdeyev 83' Gorovenka | Almatı Ortalıq Stadionı, Almaty Toeschouwers: 8.000 Scheidsrechter: Balu Sundarraj (IND) |

|                                                |                                           |         |                          |                                                                                                  |
| 23 april 2001 «onderlinge duels» 19:00 (UTC+7) | Irak                                      | 4 – 2   | Nepal                    | Almatı Ortalıq Stadionı, Almaty Toeschouwers: 5.000 Scheidsrechter: Subkhiddin Mohd Salleh (MAS) |
| 23 april 2001 «onderlinge duels» 19:00 (UTC+7) | Obeid 27' Al-Hail 30' Emad 33' Mhasen 54' | Verslag | 37' Khadka 63' Rayamajhi | Almatı Ortalıq Stadionı, Almaty Toeschouwers: 5.000 Scheidsrechter: Subkhiddin Mohd Salleh (MAS) |

|                                                |           |         |                                                         |                                                                                          |
| 25 april 2001 «onderlinge duels» 16:00 (UTC+7) | Macau     | 1 – 6   | Nepal                                                   | Almatı Ortalıq Stadionı, Almaty Toeschouwers: 12.000 Scheidsrechter: Masoud Moradi (IRN) |
| 25 april 2001 «onderlinge duels» 16:00 (UTC+7) | Leong 50' | Verslag | 38', 49', 56' Rayamajhi 52' Maharjan 67' Lama 90' Thapa | Almatı Ortalıq Stadionı, Almaty Toeschouwers: 12.000 Scheidsrechter: Masoud Moradi (IRN) |

|                                                |           |         |               |                                                                                             |
| 25 april 2001 «onderlinge duels» 19:00 (UTC+7) | Irak      | 1 – 1   | Kazachstan    | Almatı Ortalıq Stadionı, Almaty Toeschouwers: 25.000 Scheidsrechter: Mongkol Rungklay (THA) |
| 25 april 2001 «onderlinge duels» 19:00 (UTC+7) | Majid 42' | Verslag | 32'Litvinenko | Almatı Ortalıq Stadionı, Almaty Toeschouwers: 25.000 Scheidsrechter: Mongkol Rungklay (THA) |

### Groep 7
| Nr. | Land           | GW | W | G | V | DV | DT | DS  | Ptn | Resultaat                            |
| --- | -------------- | -- | - | - | - | -- | -- | --- | --- | ------------------------------------ |
| 1   | Oezbekistan    | 6  | 4 | 2 | 0 | 20 | 5  | +15 | 14  | Gekwalificeerd voor de tweede ronde. |
| 2   | Turkmenistan   | 6  | 4 | 0 | 2 | 12 | 7  | +12 | 12  |                                      |
| 3   | Jordanië       | 6  | 2 | 2 | 2 | 12 | 7  | +5  | 8   |                                      |
| 4   | Chinees Taipei | 6  | 0 | 0 | 6 | 0  | 25 | –25 | 0   |                                      |

|                                                |                          |         |          |                                                                                              |
| 23 april 2001 «onderlinge duels» 16:00 (UTC+5) | Turkmenistan             | 2 – 0   | Jordanië | Pakhtakor Markaziystadion, Tasjkent Toeschouwers: 6.000 Scheidsrechter: Kwon Jong-Chul (KOR) |
| 23 april 2001 «onderlinge duels» 16:00 (UTC+5) | Meredov 52' Agabaýew 81' | Verslag |          | Pakhtakor Markaziystadion, Tasjkent Toeschouwers: 6.000 Scheidsrechter: Kwon Jong-Chul (KOR) |

|                                                |                                                                    |         |                |                                                                                                  |
| 23 april 2001 «onderlinge duels» 19:00 (UTC+5) | Oezbekistan                                                        | 7 – 0   | Chinees Taipei | Pakhtakor Markaziystadion, Tasjkent Toeschouwers: 45.000 Scheidsrechter: Mohamed Al Saeedi (UAE) |
| 23 april 2001 «onderlinge duels» 19:00 (UTC+5) | Irismetov 3', 23', 68', 74' Dionisiev 21' Maminov 35' Georgiev 43' | Verslag |                | Pakhtakor Markaziystadion, Tasjkent Toeschouwers: 45.000 Scheidsrechter: Mohamed Al Saeedi (UAE) |

|                                                |                |         |                            |                                                                                                   |
| 25 april 2001 «onderlinge duels» 16:00 (UTC+5) | Chinees Taipei | 0 – 2   | Jordanië                   | Pakhtakor Markaziystadion, Tasjkent Toeschouwers: 5.000 Scheidsrechter: Yoshitsugu Katayama (JPN) |
| 25 april 2001 «onderlinge duels» 16:00 (UTC+5) |                | Verslag | 16' Al-Laham 57' Shelbaieh | Pakhtakor Markaziystadion, Tasjkent Toeschouwers: 5.000 Scheidsrechter: Yoshitsugu Katayama (JPN) |

|                                                |             |         |              |                                                                                             |
| 25 april 2001 «onderlinge duels» 19:00 (UTC+5) | Oezbekistan | 1 – 0   | Turkmenistan | Pakhtakor Markaziystadion, Tasjkent Toeschouwers: 55.000 Scheidsrechter: Jalal Moradi (IRN) |
| 25 april 2001 «onderlinge duels» 19:00 (UTC+5) | Qosimov 63' | Verslag |              | Pakhtakor Markaziystadion, Tasjkent Toeschouwers: 55.000 Scheidsrechter: Jalal Moradi (IRN) |

|                                                |                |         |                                                                     |                                                                                              |
| 27 april 2001 «onderlinge duels» 16:00 (UTC+5) | Chinees Taipei | 0 – 5   | Turkmenistan                                                        | Pakhtakor Markaziystadion, Tasjkent Toeschouwers: 6.000 Scheidsrechter: Kwon Jong-Chul (KOR) |
| 27 april 2001 «onderlinge duels» 16:00 (UTC+5) |                | Verslag | 5' (pen.) Goçgulyýew 44' Meredov 53', 62' Gogoladze 72' Borodolimov | Pakhtakor Markaziystadion, Tasjkent Toeschouwers: 6.000 Scheidsrechter: Kwon Jong-Chul (KOR) |

|                                                |                                 |         |                             | |
| 27 april 2001 «onderlinge duels» 19:00 (UTC+5) | Oezbekistan                     | 2 – 2   | Jordanië                    | Pakhtakor Markaziystadion, Tasjkent Toeschouwers: 55.000 Scheidsrechter: Ahmad Khalidi Supian (MAS) |
| 27 april 2001 «onderlinge duels» 19:00 (UTC+5) | Maminov 53' (pen.) Shirshov 65' | Verslag | 13' Al-Shagran 24' Abu Touk | Pakhtakor Markaziystadion, Tasjkent Toeschouwers: 55.000 Scheidsrechter: Ahmad Khalidi Supian (MAS) |

|                                             |                                                                          |         |                | |
| 3 mei 2001 «onderlinge duels» 17:30 (UTC+3) | Jordanië                                                                 | 6 – 0   | Chinees Taipei | Amman International Stadium, Amman Toeschouwers: 8.000 Scheidsrechter: Selearajen Subramaniam (MAS) |
| 3 mei 2001 «onderlinge duels» 17:30 (UTC+3) | Abu Touk 45', 49' (pen.) Al-Shagran 61' Al-Awadat 85' Hamarsheh 87', 89' | Verslag |                | Amman International Stadium, Amman Toeschouwers: 8.000 Scheidsrechter: Selearajen Subramaniam (MAS) |

|                                             |                   |         |                                                                         |                                                                                                  |
| 3 mei 2001 «onderlinge duels» 20:00 (UTC+3) | Turkmenistan      | 2 – 5   | Oezbekistan                                                             | Amman International Stadium, Amman Toeschouwers: 800 Scheidsrechter: Deshapryia Arambekade (SRI) |
| 3 mei 2001 «onderlinge duels» 20:00 (UTC+3) | Baýramow 42', 44' | Verslag | 21' (pen.) Qosimov 35' Irismetov 48' Bakayev 82' Akopyants 88' Georgiev | Amman International Stadium, Amman Toeschouwers: 800 Scheidsrechter: Deshapryia Arambekade (SRI) |

|                                             |                |         |                                     |                                                                                         |
| 5 mei 2001 «onderlinge duels» 17:30 (UTC+3) | Chinees Taipei | 0 – 4   | Oezbekistan                         | Amman International Stadium, Amman Toeschouwers: 400 Scheidsrechter: Khaled Sadeq (KUW) |
| 5 mei 2001 «onderlinge duels» 17:30 (UTC+3) |                | Verslag | 15', 90' Irismetov 59', 87' Qosimov | Amman International Stadium, Amman Toeschouwers: 400 Scheidsrechter: Khaled Sadeq (KUW) |

|                                             |             |         |                            |                                                                                                 |
| 5 mei 2001 «onderlinge duels» 20:00 (UTC+3) | Jordanië    | 1 – 2   | Turkmenistan               | Amman International Stadium, Amman Toeschouwers: 4.000 Scheidsrechter: Santhan Nagalingam (SIN) |
| 5 mei 2001 «onderlinge duels» 20:00 (UTC+3) | Abu Touk 7' | Verslag | 25' Gogoladze 85' Durdyýew | Amman International Stadium, Amman Toeschouwers: 4.000 Scheidsrechter: Santhan Nagalingam (SIN) |

|                                             |               |         |                |                                                                                          |
| 7 mei 2001 «onderlinge duels» 17:30 (UTC+3) | Turkmenistan  | 1 – 0   | Chinees Taipei | Amman International Stadium, Amman Toeschouwers: 20 Scheidsrechter: Hiroshi Tanabe (JPN) |
| 7 mei 2001 «onderlinge duels» 17:30 (UTC+3) | Gogoladze 37' | Verslag |                | Amman International Stadium, Amman Toeschouwers: 20 Scheidsrechter: Hiroshi Tanabe (JPN) |

|                                             |                     |         |                    |                                                                                         |
| 7 mei 2001 «onderlinge duels» 20:00 (UTC+3) | Jordanië            | 1 – 1   | Oezbekistan        | Amman International Stadium, Amman Toeschouwers: 100 Scheidsrechter: Khaled Sadeq (KUW) |
| 7 mei 2001 «onderlinge duels» 20:00 (UTC+3) | Abu Touk 54' (pen.) | Verslag | 77' (pen.) Maminov | Amman International Stadium, Amman Toeschouwers: 100 Scheidsrechter: Khaled Sadeq (KUW) |

### Groep 8
| Nr. | Land   | GW | W | G | V | DV | DT | DS  | Ptn | Resultaat                            |
| --- | ------ | -- | - | - | - | -- | -- | --- | --- | ------------------------------------ |
| 1   | V.A.E. | 6  | 4 | 0 | 2 | 21 | 5  | +16 | 12  | Gekwalificeerd voor de tweede ronde. |
| 2   | Jemen  | 6  | 3 | 2 | 1 | 14 | 8  | +6  | 11  |                                      |
| 3   | India  | 6  | 3 | 2 | 1 | 11 | 5  | +6  | 11  |                                      |
| 4   | Brunei | 6  | 0 | 0 | 6 | 0  | 28 | –28 | 0   |                                      |

|                                               |        |         |                                                  | |
| 7 april 2001 «onderlinge duels» 20:15 (UTC+7) | Brunei | 0 – 5   | Jemen                                            | Sultan Hassal Bolkiahstadion, Bandar Seri Begawan Toeschouwers: 6.000 Scheidsrechter: Hsu Chao-Lo (TPE) |
| 7 april 2001 «onderlinge duels» 20:15 (UTC+7) |        | Verslag | 8' Ahmed 52' Al-Salimi 82' Awad 86', 88' Al-Nono | Sultan Hassal Bolkiahstadion, Bandar Seri Begawan Toeschouwers: 6.000 Scheidsrechter: Hsu Chao-Lo (TPE) |

|                                                  |             |         |                              |                                                                                   |
| 8 april 2001 «onderlinge duels» 16:00 (UTC+5:30) | India       | 1 – 0   | Verenigde Arabische Emiraten | Bangalorestadion, Bangalore Toeschouwers: 12.000 Scheidsrechter: Sun Baojie (CHN) |
| 8 april 2001 «onderlinge duels» 16:00 (UTC+5:30) | Alberto 71' | Verslag |                              | Bangalorestadion, Bangalore Toeschouwers: 12.000 Scheidsrechter: Sun Baojie (CHN) |

|                                                |        |         | | |
| 14 april 2001 «onderlinge duels» 20:15 (UTC+7) | Brunei | 0 – 12  | Verenigde Arabische Emiraten                                                                                | Sultan Hassal Bolkiahstadion, Bandar Seri Begawan Toeschouwers: 1.000 Scheidsrechter: Fong Yau Fat Jame (HKG) |
| 14 april 2001 «onderlinge duels» 20:15 (UTC+7) |        | Verslag | 1', 58', 67', 75', 81' Salem Ali 12', 45' Omar 27' Hussain 38' Khater 49' Jumaa 50' (e.d.) Momin 90' Masoud | Sultan Hassal Bolkiahstadion, Bandar Seri Begawan Toeschouwers: 1.000 Scheidsrechter: Fong Yau Fat Jame (HKG) |

|                                                   |            |         |                 |                                                                                        |
| 15 april 2001 «onderlinge duels» 16:00 (UTC+5:30) | India      | 1 – 1   | Jemen           | Bangalorestadion, Bangalore Toeschouwers: 21.000 Scheidsrechter: Chalach Piromya (THA) |
| 15 april 2001 «onderlinge duels» 16:00 (UTC+5:30) | Bhutia 53' | Verslag | 43' Al Ghurbani | Bangalorestadion, Bangalore Toeschouwers: 21.000 Scheidsrechter: Chalach Piromya (THA) |

|                                                |                              |         |       | |
| 26 april 2001 «onderlinge duels» 19:30 (UTC+4) | Verenigde Arabische Emiraten | 1 – 0   | India | Sheikh Kalifa Internationaal Stadion, Al Ain Toeschouwers: 12.000 Scheidsrechter: Halim Abdul Hamid (MAS) |
| 26 april 2001 «onderlinge duels» 19:30 (UTC+4) | Khater 63'                   | Verslag |       | Sheikh Kalifa Internationaal Stadion, Al Ain Toeschouwers: 12.000 Scheidsrechter: Halim Abdul Hamid (MAS) |

|                                                |                 |         |        |                                                                                                |
| 27 april 2001 «onderlinge duels» 16:00 (UTC+3) | Jemen           | 1 – 0   | Brunei | Althawra Sports City Stadion, Sanaa Toeschouwers: 30.000 Scheidsrechter: Jassem Al-Khori (QAT) |
| 27 april 2001 «onderlinge duels» 16:00 (UTC+3) | Al Ghurbani 75' | Verslag |        | Althawra Sports City Stadion, Sanaa Toeschouwers: 30.000 Scheidsrechter: Jassem Al-Khori (QAT) |

|                                             |                                |         |                              |                                                                                                 |
| 4 mei 2001 «onderlinge duels» 16:00 (UTC+3) | Jemen                          | 3 – 3   | India                        | Althawra Sports City Stadion, Sanaa Toeschouwers: 25.000 Scheidsrechter: Suleman Abo Allo (SYR) |
| 4 mei 2001 «onderlinge duels» 16:00 (UTC+3) | Al-Salimi 13' (pen.), 20', 62' | Verslag | 16', 38' Ancheri 51' Vijayan | Althawra Sports City Stadion, Sanaa Toeschouwers: 25.000 Scheidsrechter: Suleman Abo Allo (SYR) |

|                                             |                                           |         |        | |
| 4 mei 2001 «onderlinge duels» 19:30 (UTC+4) | Verenigde Arabische Emiraten              | 4 – 0   | Brunei | Sheikh Kalifa Internationaal Stadion, Al Ain Toeschouwers: 7.000 Scheidsrechter: Menfi Redha Falah (IRQ) |
| 4 mei 2001 «onderlinge duels» 19:30 (UTC+4) | Salem Ali 20', 50' Al Kass 70' Khalil 86' | Verslag |        | Sheikh Kalifa Internationaal Stadion, Al Ain Toeschouwers: 7.000 Scheidsrechter: Menfi Redha Falah (IRQ) |

|                                              |                             |         |                              |                                                                                                 |
| 11 mei 2001 «onderlinge duels» 16:00 (UTC+3) | Jemen                       | 2 – 1   | Verenigde Arabische Emiraten | Althawra Sports City Stadion, Sanaa Toeschouwers: 17.000 Scheidsrechter: Mohammad Mansour (LIB) |
| 11 mei 2001 «onderlinge duels» 16:00 (UTC+3) | Al Ghurbani 52' Al-Nono 73' | Verslag | 44' Al Kass                  | Althawra Sports City Stadion, Sanaa Toeschouwers: 17.000 Scheidsrechter: Mohammad Mansour (LIB) |

|                                              |        |         |             | |
| 11 mei 2001 «onderlinge duels» 20:15 (UTC+7) | Brunei | 0 – 1   | India       | Sultan Hassal Bolkiahstadion, Bandar Seri Begawan Toeschouwers: 4.000 Scheidsrechter: Hassan Al Ajmi (OMA) |
| 11 mei 2001 «onderlinge duels» 20:15 (UTC+7) |        | Verslag | 75' Ancheri | Sultan Hassal Bolkiahstadion, Bandar Seri Begawan Toeschouwers: 4.000 Scheidsrechter: Hassan Al Ajmi (OMA) |

|                                              |                                |         |                           | |
| 18 mei 2001 «onderlinge duels» 19:30 (UTC+4) | Verenigde Arabische Emiraten   | 3 – 2   | Jemen                     | Sheikh Kalifa Internationaal Stadion, Al Ain Toeschouwers: 20.000 Scheidsrechter: Qasem Shaban (KUW) |
| 18 mei 2001 «onderlinge duels» 19:30 (UTC+4) | Al Kass 37', 40' Salem Ali 45' | Verslag | 39' Al-Nono 61' Al-Salimi | Sheikh Kalifa Internationaal Stadion, Al Ain Toeschouwers: 20.000 Scheidsrechter: Qasem Shaban (KUW) |

|                                                 |                                                                 |         |        |                                                                                      |
| 20 mei 2001 «onderlinge duels» 16:00 (UTC+5:30) | India                                                           | 5 – 0   | Brunei | Bangalorestadion, Bangalore Toeschouwers: 7.000 Scheidsrechter: Nail Lutfullin (UZB) |
| 20 mei 2001 «onderlinge duels» 16:00 (UTC+5:30) | Alberto 12' Vijayan 23' Bhutia 35' (pen.) Ancheri 59' Hakim 80' | Verslag |        | Bangalorestadion, Bangalore Toeschouwers: 7.000 Scheidsrechter: Nail Lutfullin (UZB) |

### Groep 9
| Nr. | Land      | GW | W | G | V | DV | DT | DS  | Ptn | Resultaat                            |
| --- | --------- | -- | - | - | - | -- | -- | --- | --- | ------------------------------------ |
| 1   | China     | 6  | 6 | 0 | 0 | 25 | 3  | +22 | 18  | Gekwalificeerd voor de tweede ronde. |
| 2   | Indonesië | 6  | 4 | 0 | 2 | 16 | 7  | +9  | 12  |                                      |
| 3   | Malediven | 6  | 1 | 1 | 4 | 8  | 19 | –11 | 4   |                                      |
| 4   | Cambodja  | 6  | 0 | 1 | 5 | 2  | 22 | –20 | 1   |                                      |

|                                               |                                                        |         |          |                                                                                                |
| 1 april 2001 «onderlinge duels» 16:00 (UTC+5) | Malediven                                              | 6 – 0   | Cambodja | Rasmee Dhandustadion, Malé Toeschouwers: 11.850 Scheidsrechter: Abayawansa Mahasena Yapa (SRI) |
| 1 april 2001 «onderlinge duels» 16:00 (UTC+5) | Umar 33', 79' Abdulativ 52', 90' Shiham 68' Luthfy 82' | Verslag |          | Rasmee Dhandustadion, Malé Toeschouwers: 11.850 Scheidsrechter: Abayawansa Mahasena Yapa (SRI) |

|                                               |                                                              |         |           |                                                                                          |
| 8 april 2001 «onderlinge duels» 16:00 (UTC+7) | Indonesië                                                    | 5 – 0   | Malediven | Bung Karnostadion, Jakarta Toeschouwers: 30.000 Scheidsrechter: Santhan Nagalingam (SIN) |
| 8 april 2001 «onderlinge duels» 16:00 (UTC+7) | Setyabudi 7' Yulianto 13' Sakti 51' Nawawi 61' Pamungkas 67' | Verslag |           | Bung Karnostadion, Jakarta Toeschouwers: 30.000 Scheidsrechter: Santhan Nagalingam (SIN) |

|                                                |            |         |            |                                                                                        |
| 15 april 2001 «onderlinge duels» 15:30 (UTC+7) | Cambodja   | 1 – 1   | Malediven  | Olympisch Stadion, Phnom Penh Toeschouwers: 3.000 Scheidsrechter: U Tun Hla Aung (MYA) |
| 15 april 2001 «onderlinge duels» 15:30 (UTC+7) | Makara 78' | Verslag | 67' Naseem | Olympisch Stadion, Phnom Penh Toeschouwers: 3.000 Scheidsrechter: U Tun Hla Aung (MYA) |

|                                                |                                                               |         |          |                                                                                    |
| 22 april 2001 «onderlinge duels» 16:00 (UTC+7) | Indonesië                                                     | 6 – 0   | Cambodja | Bung Karnostadion, Jakarta Toeschouwers: 32.000 Scheidsrechter: Jerry Andres (PHI) |
| 22 april 2001 «onderlinge duels» 16:00 (UTC+7) | Nasa 26' (e.d.) Nawawi 42', 46', 71' Tecuari 73' Yulianto 76' | Verslag |          | Bung Karnostadion, Jakarta Toeschouwers: 32.000 Scheidsrechter: Jerry Andres (PHI) |

|                                                | |         |            |                                                                               |
| 22 april 2001 «onderlinge duels» 19:00 (UTC+8) | China | 10 – 1  | Malediven  | Shaanxistadion, Xi'an Toeschouwers: 42.000 Scheidsrechter: Kim Jong Sik (PRK) |
| 22 april 2001 «onderlinge duels» 19:00 (UTC+8) | Xu Yunlong 12', 45' Wu Chengying 18' Xie Hui 42', 50', 63' Fan Zhiyi 52', 74' (pen.) Yang Chen 61' Li Weifeng 89' | Verslag | 61' Jameel | Shaanxistadion, Xi'an Toeschouwers: 42.000 Scheidsrechter: Kim Jong Sik (PRK) |

|                                                |           |         |             |                                                                                     |
| 28 april 2001 «onderlinge duels» 16:00 (UTC+5) | Malediven | 0 – 1   | China       | Rasmee Dhandustadion, Malé Toeschouwers: 12.000 Scheidsrechter: Omar Abu Loom (JOR) |
| 28 april 2001 «onderlinge duels» 16:00 (UTC+5) |           | Verslag | 44' Xie Hui | Rasmee Dhandustadion, Malé Toeschouwers: 12.000 Scheidsrechter: Omar Abu Loom (JOR) |

|                                                |          |         |                              |                                                                                      |
| 29 april 2001 «onderlinge duels» 15:30 (UTC+7) | Cambodja | 0 – 2   | Indonesië                    | Lambertstadion, Phnom Penh Toeschouwers: 7.000 Scheidsrechter: Michael Andrews (IND) |
| 29 april 2001 «onderlinge duels» 15:30 (UTC+7) |          | Verslag | 78' Purdjianto 87' Pamungkas | Lambertstadion, Phnom Penh Toeschouwers: 7.000 Scheidsrechter: Michael Andrews (IND) |

|                                             |          |         |                                          |                                                                                         |
| 6 mei 2001 «onderlinge duels» 15:30 (UTC+7) | Cambodja | 0 – 4   | China                                    | Lambertstadion, Phnom Penh Toeschouwers: 7.000 Scheidsrechter: Tayeb Shamsuzzaman (BAN) |
| 6 mei 2001 «onderlinge duels» 15:30 (UTC+7) |          | Verslag | 5', 63' Li Jinyu 43' Qu Bo 58' Ma Mingyu | Lambertstadion, Phnom Penh Toeschouwers: 7.000 Scheidsrechter: Tayeb Shamsuzzaman (BAN) |

|                                             |           |         |                         |                                                                                               |
| 6 mei 2001 «onderlinge duels» 16:00 (UTC+5) | Malediven | 0 – 2   | Indonesië               | Rasmee Dhandustadion, Malé Toeschouwers: 11.576 Scheidsrechter: Sultan Mujalli Al Aalaq (BHR) |
| 6 mei 2001 «onderlinge duels» 16:00 (UTC+5) |           | Verslag | 10' Yulianto 50' Sofyan | Rasmee Dhandustadion, Malé Toeschouwers: 11.576 Scheidsrechter: Sultan Mujalli Al Aalaq (BHR) |

|                                              |                                                           |         |              |                                                                                                |
| 13 mei 2001 «onderlinge duels» 15:15 (UTC+8) | China                                                     | 5 – 1   | Indonesië    | Kunming Tuodongsportscentrum, Kunming Toeschouwers: 37.000 Scheidsrechter: Toru Kamikawa (JPN) |
| 13 mei 2001 «onderlinge duels» 15:15 (UTC+8) | Li Weifeng 50' Yang Chen 62' Xie Hui 71', 90' Qi Hong 82' | Verslag | 40' Yulianto | Kunming Tuodongsportscentrum, Kunming Toeschouwers: 37.000 Scheidsrechter: Toru Kamikawa (JPN) |

|                                              |                                         |         |            |                                                                                                 |
| 20 mei 2001 «onderlinge duels» 19:30 (UTC+8) | China                                   | 3 – 1   | Cambodja   | Guangdong Olympisch Stadion, Guangzhou Toeschouwers: 27.000 Scheidsrechter: Buddhi Gurung (NEP) |
| 20 mei 2001 «onderlinge duels» 19:30 (UTC+8) | Ma Mingyu 5' Xu Yunlong 22' Li Bing 87' | Verslag | 12' Makara | Guangdong Olympisch Stadion, Guangzhou Toeschouwers: 27.000 Scheidsrechter: Buddhi Gurung (NEP) |

|                                              |           |         |                              |                                                                                        |
| 27 mei 2001 «onderlinge duels» 16:00 (UTC+7) | Indonesië | 0 – 2   | China                        | Bung Karnostadion, Jakarta Toeschouwers: 50.000 Scheidsrechter: Saad Kameel Mane (KUW) |
| 27 mei 2001 «onderlinge duels» 16:00 (UTC+7) |           | Verslag | 45' Xie Hui 69' Wu Chengying | Bung Karnostadion, Jakarta Toeschouwers: 50.000 Scheidsrechter: Saad Kameel Mane (KUW) |

### Groep 10
| Nr. | Land          | GW | W | G | V | DV | DT | DS  | Ptn | Resultaat                            |
| --- | ------------- | -- | - | - | - | -- | -- | --- | --- | ------------------------------------ |
| 1   | Saoedi-Arabië | 6  | 6 | 0 | 0 | 30 | 0  | +30 | 18  | Gekwalificeerd voor de tweede ronde. |
| 2   | Vietnam       | 6  | 3 | 1 | 2 | 9  | 9  | 0   | 10  |                                      |
| 3   | Bangladesh    | 6  | 1 | 2 | 3 | 5  | 15 | –10 | 5   |                                      |
| 4   | Mongolië      | 6  | 0 | 1 | 5 | 2  | 22 | –20 | 1   |                                      |

|                                                  |         |       |            | |
| 8 februari 2001 «onderlinge duels» 18:30 (UTC+3) | Vietnam | 0 – 0 | Bangladesh | Prince Mohamed bin Fahdstadion, Dammam Toeschouwers: 3.099 Scheidsrechter: Abdullah Al-Harrasi (OMA) |
| 8 februari 2001 «onderlinge duels» 18:30 (UTC+3) | Verslag |       |            | Prince Mohamed bin Fahdstadion, Dammam Toeschouwers: 3.099 Scheidsrechter: Abdullah Al-Harrasi (OMA) |

|                                                  |                                                                      |         |          |                                                                                                  |
| 8 februari 2001 «onderlinge duels» 20:30 (UTC+3) | Saoedi-Arabië                                                        | 6 – 0   | Mongolië | Prince Mohamed bin Fahdstadion, Dammam Toeschouwers: 12.000 Scheidsrechter: Jassim Al Hail (QAT) |
| 8 februari 2001 «onderlinge duels» 20:30 (UTC+3) | Al-Shalhoub 10', 25' Al-Dosari 23' Abdulghani 30', 59' Al-Otaibi 71' | Verslag |          | Prince Mohamed bin Fahdstadion, Dammam Toeschouwers: 12.000 Scheidsrechter: Jassim Al Hail (QAT) |

|                                                   |          |         |                            | |
| 10 februari 2001 «onderlinge duels» 18:30 (UTC+3) | Mongolië | 0 – 1   | Vietnam                    | Prince Mohamed bin Fahdstadion, Dammam Toeschouwers: 1.000 Scheidsrechter: Ibrahim Abu Elaish (PLE) |
| 10 februari 2001 «onderlinge duels» 18:30 (UTC+3) |          | Verslag | 45' (pen.) Nguyen Hong Son | Prince Mohamed bin Fahdstadion, Dammam Toeschouwers: 1.000 Scheidsrechter: Ibrahim Abu Elaish (PLE) |

|                                                   |            |         |                                 | |
| 10 februari 2001 «onderlinge duels» 20:30 (UTC+3) | Bangladesh | 0 – 3   | Saoedi-Arabië                   | Prince Mohamed bin Fahdstadion, Dammam Toeschouwers: 5.000 Scheidsrechter: Fareed Al-Marzouqi (UAE) |
| 10 februari 2001 «onderlinge duels» 20:30 (UTC+3) |            | Verslag | 30', 85' Al-Meshal 63' Al-Jaber | Prince Mohamed bin Fahdstadion, Dammam Toeschouwers: 5.000 Scheidsrechter: Fareed Al-Marzouqi (UAE) |

|                                                   |          |         |                            | |
| 12 februari 2001 «onderlinge duels» 18:30 (UTC+3) | Mongolië | 0 – 3   | Bangladesh                 | Prince Mohamed bin Fahdstadion, Dammam Toeschouwers: 2.000 Scheidsrechter: Abdulwahid Al-Khamesy (YEM) |
| 12 februari 2001 «onderlinge duels» 18:30 (UTC+3) |          | Verslag | 41', 60' Alfaz 85' Kanchan | Prince Mohamed bin Fahdstadion, Dammam Toeschouwers: 2.000 Scheidsrechter: Abdulwahid Al-Khamesy (YEM) |

|                                                   |                                           |         |         | |
| 12 februari 2001 «onderlinge duels» 20:30 (UTC+3) | Saoedi-Arabië                             | 5 – 0   | Vietnam | Prince Mohamed bin Fahdstadion, Dammam Toeschouwers: 3.000 Scheidsrechter: Jaafaar Mahdi Al-Khabbaz (BHR) |
| 12 februari 2001 «onderlinge duels» 20:30 (UTC+3) | Al-Meshal 17', 88' Al-Jaber 29', 70', 90' | Verslag |         | Prince Mohamed bin Fahdstadion, Dammam Toeschouwers: 3.000 Scheidsrechter: Jaafaar Mahdi Al-Khabbaz (BHR) |

|                                                   |          |         |                                                                               |                                                                                                |
| 15 februari 2001 «onderlinge duels» 18:30 (UTC+3) | Mongolië | 0 – 6   | Saoedi-Arabië                                                                 | Prince Mohamed bin Fahdstadion, Dammam Toeschouwers: 5.000 Scheidsrechter: Salem Mujghef (JOR) |
| 15 februari 2001 «onderlinge duels» 18:30 (UTC+3) |          | Verslag | 20' Al-Jaber 24' Al-Shalhoub 28' Al-Meshal 40', 86' Al-Dosari 76' Al-Khilaiwi | Prince Mohamed bin Fahdstadion, Dammam Toeschouwers: 5.000 Scheidsrechter: Salem Mujghef (JOR) |

|                                                   |            |         |                                                                         | |
| 15 februari 2001 «onderlinge duels» 20:30 (UTC+3) | Bangladesh | 0 – 4   | Vietnam                                                                 | Prince Mohamed bin Fahdstadion, Dammam Toeschouwers: 3.000 Scheidsrechter: Saeed Bathaei Naeeni (IRN) |
| 15 februari 2001 «onderlinge duels» 20:30 (UTC+3) |            | Verslag | 65' Nguyen Van Sy 73', 87' (pen.) Nguyen Hong Son 77' Nguyễn Trung Vĩnh | Prince Mohamed bin Fahdstadion, Dammam Toeschouwers: 3.000 Scheidsrechter: Saeed Bathaei Naeeni (IRN) |

|                                                   |                                                    |         |          | |
| 17 februari 2001 «onderlinge duels» 18:30 (UTC+3) | Vietnam                                            | 4 – 0   | Mongolië | Prince Mohamed bin Fahdstadion, Dammam Toeschouwers: 1.000 Scheidsrechter: Fareed Al-Marzouqi (UAE) |
| 17 februari 2001 «onderlinge duels» 18:30 (UTC+3) | Nguyen Luong Phuc 3', 87' Nguyen Hong Son 15', 21' | Verslag |          | Prince Mohamed bin Fahdstadion, Dammam Toeschouwers: 1.000 Scheidsrechter: Fareed Al-Marzouqi (UAE) |

|                                                   |                                                      |         |            | |
| 17 februari 2001 «onderlinge duels» 20:30 (UTC+3) | Saoedi-Arabië                                        | 6 – 0   | Bangladesh | Prince Mohamed bin Fahdstadion, Dammam Toeschouwers: 15.000 Scheidsrechter: Abdullah Al-Harrasi (OMA) |
| 17 februari 2001 «onderlinge duels» 20:30 (UTC+3) | Harthi 5' Al-Meshal 27', 28', 43' Al-Dosari 33', 38' | Verslag |            | Prince Mohamed bin Fahdstadion, Dammam Toeschouwers: 15.000 Scheidsrechter: Abdullah Al-Harrasi (OMA) |

|                                                   |                |         |                              | |
| 19 februari 2001 «onderlinge duels» 18:30 (UTC+3) | Bangladesh     | 2 – 2   | Mongolië                     | Prince Mohamed bin Fahdstadion, Dammam Toeschouwers: 2.099 Scheidsrechter: Saeed Bathaei Naeeni (IRN) |
| 19 februari 2001 «onderlinge duels» 18:30 (UTC+3) | Sujan 80', 82' | Verslag | 36' Davaa 90+4' Buman-Uchral | Prince Mohamed bin Fahdstadion, Dammam Toeschouwers: 2.099 Scheidsrechter: Saeed Bathaei Naeeni (IRN) |

|                                                   |         |         |                                       |                                                                                                |
| 19 februari 2001 «onderlinge duels» 20:30 (UTC+3) | Vietnam | 0 – 4   | Saoedi-Arabië                         | Prince Mohamed bin Fahdstadion, Dammam Toeschouwers: 8.000 Scheidsrechter: Salem Mujghef (JOR) |
| 19 februari 2001 «onderlinge duels» 20:30 (UTC+3) |         | Verslag | 31', 71', 79' Al-Meshal 88' Al-Dosari | Prince Mohamed bin Fahdstadion, Dammam Toeschouwers: 8.000 Scheidsrechter: Salem Mujghef (JOR) |

## Finaleronde

### Groep A
Net als het vorig WK ging de strijd om een WK-ticket tussen Saoedi-Arabië en Iran, de andere landen speelden slechts een marginale rol in deze groep. Iran was in de twee onderlinge wedstrijden de sterkste: 2-0 voor 120.000 toeschouwers in Teheran met twee treffers van de Hertha BSC spelende Ali Daei en 2-2 in Riyad.Op de laatste speeldag had Iran een voorsprong op Saoedi-Arabië net als het vorige WK en net als toen speelde Iran zijn laatste wedstrijd tegen een klein oliestaatje: toen Qatar, nu Bahrein. Net als toen verloor Iran en Saoedi-Aarabië profiteerde met een 4-1 zege op Thailand. Saoedi-Arabië plaatste zich voor de derde achtereenvolgende keer voor het WK en had alleen maar spelers actief in de eigen competitie.
| Nr. | Land          | GW | W | G | V | DV | DT | DS  | Ptn | Resultaat                              |
| --- | ------------- | -- | - | - | - | -- | -- | --- | --- | -------------------------------------- |
| 1   | Saoedi-Arabië | 8  | 5 | 2 | 1 | 17 | 8  | +9  | 17  | Gekwalificeerd voor het hoofdtoernooi. |
| 2   | Iran          | 8  | 4 | 3 | 1 | 10 | 7  | +3  | 15  | Play-off                               |
| 3   | Bahrein       | 8  | 2 | 4 | 2 | 8  | 9  | –1  | 10  |                                        |
| 4   | Irak          | 8  | 2 | 1 | 5 | 9  | 10 | –1  | 7   |                                        |
| 5   | Thailand      | 8  | 0 | 4 | 4 | 5  | 15 | –10 | 4   |                                        |

|                                                   |                                                 |         |          |                                                                                    |
| 17 augustus 2001 «onderlinge duels» 20:00 (UTC+4) | Irak                                            | 4 – 0   | Thailand | Al-shaabstadion, Bagdad Toeschouwers: 20.000 Scheidsrechter: Masayoshi Okada (JPN) |
| 17 augustus 2001 «onderlinge duels» 20:00 (UTC+4) | Mohammed 23', 76' Emad Mohammed 70' Hussein 86' | Verslag |          | Al-shaabstadion, Bagdad Toeschouwers: 20.000 Scheidsrechter: Masayoshi Okada (JPN) |

|                                                   |               |         |             | |
| 17 augustus 2001 «onderlinge duels» 20:30 (UTC+3) | Saoedi-Arabië | 1 – 1   | Bahrein     | Prince Faisal bin Fahdstadion, Riyad Toeschouwers: 45.000 Scheidsrechter: Saad Kamil Al-Fadhli (KUW) |
| 17 augustus 2001 «onderlinge duels» 20:30 (UTC+3) | Al-Dosari 84' | Verslag | 18' Salmeen | Prince Faisal bin Fahdstadion, Riyad Toeschouwers: 45.000 Scheidsrechter: Saad Kamil Al-Fadhli (KUW) |

|                                                   |                          |         |      |                                                                                               |
| 23 augustus 2001 «onderlinge duels» 18:30 (UTC+3) | Bahrein                  | 2 – 0   | Irak | Bahrain National Stadium, Manama (BHR) Toeschouwers: 35.000 Scheidsrechter: Khaled Dalu (SYR) |
| 23 augustus 2001 «onderlinge duels» 18:30 (UTC+3) | Yousef 58' Al Kuwari 82' | Verslag |      | Bahrain National Stadium, Manama (BHR) Toeschouwers: 35.000 Scheidsrechter: Khaled Dalu (SYR) |

|                                                      |                      |         |               |                                                                                  |
| 24 augustus 2001 «onderlinge duels» 19:15 (UTC+4:30) | Iran                 | 2 – 0   | Saoedi-Arabië | Azadistadion, Teheran Toeschouwers: 120.000 Scheidsrechter: Simon Micallef (AUS) |
| 24 augustus 2001 «onderlinge duels» 19:15 (UTC+4:30) | Daei 54' (pen.), 64' | Verslag |               | Azadistadion, Teheran Toeschouwers: 120.000 Scheidsrechter: Simon Micallef (AUS) |

|                                                   |               |         |      |                                                                                    |
| 31 augustus 2001 «onderlinge duels» 20:30 (UTC+3) | Saoedi-Arabië | 1 – 0   | Irak | Bahrain National Stadium, Manama Toeschouwers: 10.000 Scheidsrechter: Lu Jun (CHN) |
| 31 augustus 2001 «onderlinge duels» 20:30 (UTC+3) | Al-Dosari 45' | Verslag |      | Bahrain National Stadium, Manama Toeschouwers: 10.000 Scheidsrechter: Lu Jun (CHN) |

|                                                   |          |       |      |                                                                                    |
| 1 september 2001 «onderlinge duels» 18:30 (UTC+7) | Thailand | 0 – 0 | Iran | Rajamangalastadion, Bangkok Toeschouwers: 30.000 Scheidsrechter: Ali Bujsaim (UAE) |
| 1 september 2001 «onderlinge duels» 18:30 (UTC+7) | Verslag  |       |      | Rajamangalastadion, Bangkok Toeschouwers: 30.000 Scheidsrechter: Ali Bujsaim (UAE) |

|                                                   |                |         |               |                                                                                           |
| 6 september 2001 «onderlinge duels» 18:30 (UTC+3) | Bahrein        | 1 – 1   | Thailand      | Bahrain National Stadium, Manama Toeschouwers: 35.000 Scheidsrechter: Kim Tae-Young (KOR) |
| 6 september 2001 «onderlinge duels» 18:30 (UTC+3) | Al-Dossari 16' | Verslag | 64' Senamuang | Bahrain National Stadium, Manama Toeschouwers: 35.000 Scheidsrechter: Kim Tae-Young (KOR) |

|                                                   |                   |         |                     |                                                                                      |
| 7 september 2001 «onderlinge duels» 20:00 (UTC+4) | Irak              | 1 – 2   | Iran                | Al-shaabstadion, Bagdad Toeschouwers: 40.000 Scheidsrechter: Felipe Ramos Rizo (MEX) |
| 7 september 2001 «onderlinge duels» 20:00 (UTC+4) | Emad Mohammed 20' | Verslag | 30' Karimi 84' Daei | Al-shaabstadion, Bagdad Toeschouwers: 40.000 Scheidsrechter: Felipe Ramos Rizo (MEX) |

|                                                       |         |       |         |                                                                                         |
| 14 september 2001 «onderlinge duels» 17:30 (UTC+4:30) | Iran    | 0 – 0 | Bahrein | Azadistadion, Teheran Toeschouwers: 50.000 Scheidsrechter: Subkhiddin Mohd Salleh (MAS) |
| 14 september 2001 «onderlinge duels» 17:30 (UTC+4:30) | Verslag |       |         | Azadistadion, Teheran Toeschouwers: 50.000 Scheidsrechter: Subkhiddin Mohd Salleh (MAS) |

|                                                    |                |         |                                           |                                                                                      |
| 15 september 2001 «onderlinge duels» 18:30 (UTC+7) | Thailand       | 1 – 3   | Saoedi-Arabië                             | Rajamangalastadion, Bangkok Toeschouwers: 18.000 Scheidsrechter: Naotsugu Fuse (JPN) |
| 15 september 2001 «onderlinge duels» 18:30 (UTC+7) | Pituratana 28' | Verslag | 47' Al-Jaber 63' Bin Shehan 70' Al-Dosari | Rajamangalastadion, Bangkok Toeschouwers: 18.000 Scheidsrechter: Naotsugu Fuse (JPN) |

|                                                    |         |         |                                                        |                                                                                         |
| 21 september 2001 «onderlinge duels» 18:30 (UTC+3) | Bahrein | 0 – 4   | Saoedi-Arabië                                          | Bahrain National Stadium, Manama Toeschouwers: 35.000 Scheidsrechter: Ali Bujsaim (UAE) |
| 21 september 2001 «onderlinge duels» 18:30 (UTC+3) |         | Verslag | 26' Al-Dosari 28' Bin Shehan 41' Al-Waked 89' Al-Jaber | Bahrain National Stadium, Manama Toeschouwers: 35.000 Scheidsrechter: Ali Bujsaim (UAE) |

|                                                    |               |         |                   |                                                                                   |
| 22 september 2001 «onderlinge duels» 18:30 (UTC+7) | Thailand      | 1 – 1   | Irak              | Rajamangalastadion, Bangkok Toeschouwers: 17.000 Scheidsrechter: Sun Baojie (CHN) |
| 22 september 2001 «onderlinge duels» 18:30 (UTC+7) | Suksomkit 38' | Verslag | 63' Emad Mohammed | Rajamangalastadion, Bangkok Toeschouwers: 17.000 Scheidsrechter: Sun Baojie (CHN) |

|                                                    |                   |         |         |                                                                                  |
| 28 september 2001 «onderlinge duels» 20:00 (UTC+4) | Irak              | 1 – 0   | Bahrein | Al-shaabstadion, Bagdad Toeschouwers: 15.000 Scheidsrechter: Kim Young-Joo (KOR) |
| 28 september 2001 «onderlinge duels» 20:00 (UTC+4) | Emad Mohammed 10' | Verslag |         | Al-shaabstadion, Bagdad Toeschouwers: 15.000 Scheidsrechter: Kim Young-Joo (KOR) |

|                                                    |                                 |         |                           | |
| 28 september 2001 «onderlinge duels» 20:30 (UTC+3) | Saoedi-Arabië                   | 2 – 2   | Iran                      | Prince Abdullah al-Faisalstadion, Jeddah Toeschouwers: 30.000 Scheidsrechter: Carlos Eugênio Simon (BRA) |
| 28 september 2001 «onderlinge duels» 20:30 (UTC+3) | Al-Waked 20' (pen.) Al-Yami 59' | Verslag | 42' Daei 84' Dinmohammadi | Prince Abdullah al-Faisalstadion, Jeddah Toeschouwers: 30.000 Scheidsrechter: Carlos Eugênio Simon (BRA) |

|                                                    |              |         |          |                                                                                  |
| 5 oktober 2001 «onderlinge duels» 16:00 (UTC+4:30) | Iran         | 1 – 0   | Thailand | Azadistadion, Teheran Toeschouwers: 75.000 Scheidsrechter: Taj Addin Fares (SYR) |
| 5 oktober 2001 «onderlinge duels» 16:00 (UTC+4:30) | Nikbakht 32' | Verslag |          | Azadistadion, Teheran Toeschouwers: 75.000 Scheidsrechter: Taj Addin Fares (SYR) |

|                                                 |             |         |                | |
| 5 oktober 2001 «onderlinge duels» 18:00 (UTC+3) | Irak        | 1 – 2   | Saoedi-Arabië  | Amman International Stadium, Amman (Jordanië) Toeschouwers: 17.000 Scheidsrechter: Óscar Ruiz (COL) |
| 5 oktober 2001 «onderlinge duels» 18:00 (UTC+3) | Al-Hail 31' | Verslag | 1', 77' Shehan | Amman International Stadium, Amman (Jordanië) Toeschouwers: 17.000 Scheidsrechter: Óscar Ruiz (COL) |

|                                                     |                           |         |           |                                                                                 |
| 12 oktober 2001 «onderlinge duels» 16:00 (UTC+4:30) | Iran                      | 2 – 1   | Irak      | Azadistadion, Teheran Toeschouwers: 100.000 Scheidsrechter: Kim Young-Joo (KOR) |
| 12 oktober 2001 «onderlinge duels» 16:00 (UTC+4:30) | Mahdavikia 27' Karimi 71' | Verslag | 52' Drain | Azadistadion, Teheran Toeschouwers: 100.000 Scheidsrechter: Kim Young-Joo (KOR) |

|                                                  |             |         |           |                                                                                          |
| 16 oktober 2001 «onderlinge duels» 15:30 (UTC+7) | Thailand    | 1 – 1   | Bahrein   | Rajamangalastadion, Bangkok Toeschouwers: 20.000 Scheidsrechter: Halim Abdul Hamid (MAS) |
| 16 oktober 2001 «onderlinge duels» 15:30 (UTC+7) | Srimaka 21' | Verslag | Ali 90+3' | Rajamangalastadion, Bangkok Toeschouwers: 20.000 Scheidsrechter: Halim Abdul Hamid (MAS) |

|                                                  |                                                        |         |             |                                                                                            |
| 21 oktober 2001 «onderlinge duels» 20:30 (UTC+3) | Saoedi-Arabië                                          | 4 – 1   | Thailand    | Prince Faisal bin Fahdstadion, Riyad Toeschouwers: 27.000 Scheidsrechter: Brian Hall (USA) |
| 21 oktober 2001 «onderlinge duels» 20:30 (UTC+3) | Shehan 40' Jumaan 50' Al-Jaber 66' (pen.) Al-Harbi 73' | Verslag | Piturat 58' | Prince Faisal bin Fahdstadion, Riyad Toeschouwers: 27.000 Scheidsrechter: Brian Hall (USA) |

|                                                  |                                   |         |          |                                                                                           |
| 21 oktober 2001 «onderlinge duels» 20:30 (UTC+3) | Bahrein                           | 3 – 1   | Iran     | Bahrain National Stadium, Manama Toeschouwers: 25.000 Scheidsrechter: Carlos Batres (GUA) |
| 21 oktober 2001 «onderlinge duels» 20:30 (UTC+3) | Al Marzooqi 8' Ali 45' Husain 90' | Verslag | Daei 82' | Bahrain National Stadium, Manama Toeschouwers: 25.000 Scheidsrechter: Carlos Batres (GUA) |

### Groep B
China plaatste zich voor de eerste keer voor een WK, het had weinig tegenstand in deze groep en speelde alleen gelijk tegen Qatar voor het zich kwalificeerde. China plaatste zich twee speeldagen voor het einde van de competitie dankzij een 1-0 overwinning op Oman. Bora Milutinović plaatste zich voor de vijfde achtereenvolgende keer voor een WK, met Mexico, Costa Rica, de Verenigde Staten en Nigeria haalde de Serviër steeds de tweede ronde. De strijd om de tweede plaats was een strijd tussen de andere landen, die onderling veel punten verspeelden. Uiteindelijk plaatste de Verenigde Arabische Emiraten zich dankzij een gelijkspel tegen Oman en moest nu een play-off wedstrijd spelen tegen Iran.
| Nr. | Land                         | GW | W | G | V | DV | DT | DS  | Ptn | Resultaat                              |
| --- | ---------------------------- | -- | - | - | - | -- | -- | --- | --- | -------------------------------------- |
| 1   | China                        | 8  | 6 | 1 | 1 | 13 | 2  | +11 | 19  | Gekwalificeerd voor het hoofdtoernooi. |
| 2   | Verenigde Arabische Emiraten | 8  | 3 | 2 | 3 | 10 | 11 | –1  | 11  | Play-off                               |
| 3   | Oezbekistan                  | 8  | 3 | 1 | 4 | 13 | 14 | –1  | 10  |                                        |
| 4   | Qatar                        | 8  | 2 | 3 | 3 | 10 | 10 | 0   | 9   |                                        |
| 5   | Oman                         | 8  | 1 | 3 | 4 | 7  | 16 | –9  | 6   |                                        |

|                                                   |         |       |      | |
| 16 augustus 2001 «onderlinge duels» 19:00 (UTC+3) | Qatar   | 0 – 0 | Oman | Khalifa Internationaal Stadion, Doha Toeschouwers: 15.000 Scheidsrechter: Abdulhameed Ebrahim (BHR) |
| 16 augustus 2001 «onderlinge duels» 19:00 (UTC+3) | Verslag |       |      | Khalifa Internationaal Stadion, Doha Toeschouwers: 15.000 Scheidsrechter: Abdulhameed Ebrahim (BHR) |

|                                                   |                                                    |         |              |                                                                                        |
| 17 augustus 2001 «onderlinge duels» 19:30 (UTC+4) | Verenigde Arabische Emiraten                       | 4 – 1   | Oezbekistan  | Sjeik Zayidstadion, Abu Dhabi Toeschouwers: 15.000 Scheidsrechter: Kim Young-Joo (KOR) |
| 17 augustus 2001 «onderlinge duels» 19:30 (UTC+4) | Salem Ali 21' Hareb 33' (pen.) Fahd 45' Bakhit 85' | Verslag | 37' Shirshov | Sjeik Zayidstadion, Abu Dhabi Toeschouwers: 15.000 Scheidsrechter: Kim Young-Joo (KOR) |

|                                                   |                                            |         |                              |                                                                                     |
| 25 augustus 2001 «onderlinge duels» 19:30 (UTC+8) | China                                      | 3 – 0   | Verenigde Arabische Emiraten | Wulihestadion, Shenyang Toeschouwers: 46.000 Scheidsrechter: Mongkol Rungklay (THA) |
| 25 augustus 2001 «onderlinge duels» 19:30 (UTC+8) | Li Xiaopeng 2' Qi Hong 19' Hao Haidong 33' | Verslag |                              | Wulihestadion, Shenyang Toeschouwers: 46.000 Scheidsrechter: Mongkol Rungklay (THA) |

|                                                   |                           |         |            |                                                                                               |
| 26 augustus 2001 «onderlinge duels» 19:00 (UTC+5) | Oezbekistan               | 2 – 1   | Qatar      | Pakhtakor Markaziystadion, Tasjkent Toeschouwers: 40.000 Scheidsrechter: Shamsul Maidin (SIN) |
| 26 augustus 2001 «onderlinge duels» 19:00 (UTC+5) | Irismetov 36' Qosimov 52' | Verslag | 88' Jaloof | Pakhtakor Markaziystadion, Tasjkent Toeschouwers: 40.000 Scheidsrechter: Shamsul Maidin (SIN) |

|                                                   |      |         |                                  | |
| 31 augustus 2001 «onderlinge duels» 19:15 (UTC+4) | Oman | 0 – 2   | China                            | Sultan Qaboos Sports Complex, Muscat Toeschouwers: 35.000 Scheidsrechter: Ahmad Khalidi Supian (MAS) |
| 31 augustus 2001 «onderlinge duels» 19:15 (UTC+4) |      | Verslag | 70' Qi Hong 84' (pen.) Fan Zhiyi | Sultan Qaboos Sports Complex, Muscat Toeschouwers: 35.000 Scheidsrechter: Ahmad Khalidi Supian (MAS) |

|                                                   |                              |         |                           |                                                                                               |
| 31 augustus 2001 «onderlinge duels» 19:15 (UTC+4) | Verenigde Arabische Emiraten | 0 – 2   | Qatar                     | Sjeik Zayidstadion, Abu Dhabi Toeschouwers: 20.000 Scheidsrechter: Abdul Rahman Al-Zaid (KSA) |
| 31 augustus 2001 «onderlinge duels» 19:15 (UTC+4) |                              | Verslag | 65' Hashim 71' Al-Obaidly | Sjeik Zayidstadion, Abu Dhabi Toeschouwers: 20.000 Scheidsrechter: Abdul Rahman Al-Zaid (KSA) |

|                                                   |              |         |                |                                                                                               |
| 7 september 2001 «onderlinge duels» 19:00 (UTC+3) | Qatar        | 1 – 1   | China          | Khalifa Internationaal Stadion, Doha Toeschouwers: 30.000 Scheidsrechter: Toru Kamikawa (JPN) |
| 7 september 2001 «onderlinge duels» 19:00 (UTC+3) | Al Naemi 31' | Verslag | 90' Li Weifeng | Khalifa Internationaal Stadion, Doha Toeschouwers: 30.000 Scheidsrechter: Toru Kamikawa (JPN) |

|                                                   |                                                          |         |      |                                                                                              |
| 8 september 2001 «onderlinge duels» 19:00 (UTC+5) | Oezbekistan                                              | 5 – 0   | Oman | Pakhtakor Markaziystadion, Tasjkent Toeschouwers: 25.000 Scheidsrechter: Masoud Moradi (IRN) |
| 8 september 2001 «onderlinge duels» 19:00 (UTC+5) | Irismetov 17', 73' Sjatskich 38' (pen.) Qosimov 50', 67' | Verslag |      | Pakhtakor Markaziystadion, Tasjkent Toeschouwers: 25.000 Scheidsrechter: Masoud Moradi (IRN) |

|                                                    |             |         |                              |                                                                                                |
| 14 september 2001 «onderlinge duels» 19:00 (UTC+4) | Oman        | 1 – 1   | Verenigde Arabische Emiraten | Sultan Qaboos Sports Complex, Muscat Toeschouwers: 3.000 Scheidsrechter: Hassan Marshoud (JOR) |
| 14 september 2001 «onderlinge duels» 19:00 (UTC+4) | Nairooz 52' | Verslag | 13' Abdulazeez               | Sultan Qaboos Sports Complex, Muscat Toeschouwers: 3.000 Scheidsrechter: Hassan Marshoud (JOR) |

|                                                    |                              |         |             |                                                                                   |
| 15 september 2001 «onderlinge duels» 19:30 (UTC+8) | China                        | 2 – 0   | Oezbekistan | Wulihestadion, Shenyang Toeschouwers: 44.376 Scheidsrechter: Kwon Jong-Chul (KOR) |
| 15 september 2001 «onderlinge duels» 19:30 (UTC+8) | Li Weifeng 63' Fan Zhiyi 76' | Verslag |             | Wulihestadion, Shenyang Toeschouwers: 44.376 Scheidsrechter: Kwon Jong-Chul (KOR) |

|                                                    |      |         |                                     |                                                                                             |
| 21 september 2001 «onderlinge duels» 19:00 (UTC+4) | Oman | 0 – 3   | Qatar                               | Sultan Qaboos Sports Complex, Muscat Toeschouwers: 3.000 Scheidsrechter: Qasem Shaban (KUW) |
| 21 september 2001 «onderlinge duels» 19:00 (UTC+4) |      | Verslag | 26' Hamzah 33' Mustafa 74' Al Enazi | Sultan Qaboos Sports Complex, Muscat Toeschouwers: 3.000 Scheidsrechter: Qasem Shaban (KUW) |

|                                                    |             |         |                              |                                                                                                |
| 22 september 2001 «onderlinge duels» 19:00 (UTC+5) | Oezbekistan | 0 – 1   | Verenigde Arabische Emiraten | Pakhtakor Markaziystadion, Tasjkent Toeschouwers: 42.000 Scheidsrechter: Masayoshi Okada (JPN) |
| 22 september 2001 «onderlinge duels» 19:00 (UTC+5) |             | Verslag | 5' Mohammad Omar             | Pakhtakor Markaziystadion, Tasjkent Toeschouwers: 42.000 Scheidsrechter: Masayoshi Okada (JPN) |

|                                                    |                              |         |             |                                                                                            |
| 27 september 2001 «onderlinge duels» 18:45 (UTC+4) | Verenigde Arabische Emiraten | 0 – 1   | China       | Sjeik Zayidstadion, Abu Dhabi Toeschouwers: 15.000 Scheidsrechter: Peter Prendergast (JAM) |
| 27 september 2001 «onderlinge duels» 18:45 (UTC+4) |                              | Verslag | 43' Qi Hong | Sjeik Zayidstadion, Abu Dhabi Toeschouwers: 15.000 Scheidsrechter: Peter Prendergast (JAM) |

|                                                    |                        |         |                          |                                                                                                 |
| 28 september 2001 «onderlinge duels» 19:00 (UTC+3) | Qatar                  | 2 – 2   | Oezbekistan              | Khalifa Internationaal Stadion, Doha Toeschouwers: 6.000 Scheidsrechter: Mongkol Rungklay (THA) |
| 28 september 2001 «onderlinge duels» 19:00 (UTC+3) | Al Enazi 9' Hashim 89' | Verslag | 45' Qosimov 47' Shirshov | Khalifa Internationaal Stadion, Doha Toeschouwers: 6.000 Scheidsrechter: Mongkol Rungklay (THA) |

|                                                 |            |         |                              | |
| 4 oktober 2001 «onderlinge duels» 19:00 (UTC+3) | Qatar      | 1 – 2   | Verenigde Arabische Emiraten | Khalifa Internationaal Stadion, Doha Toeschouwers: 8.000 Scheidsrechter: Abdul Aziz A. Al Dokhail (KSA) |
| 4 oktober 2001 «onderlinge duels» 19:00 (UTC+3) | Hamzah 47' | Verslag | 43' Khalil 84' Salem Ali     | Khalifa Internationaal Stadion, Doha Toeschouwers: 8.000 Scheidsrechter: Abdul Aziz A. Al Dokhail (KSA) |

|                                                 |               |         |      |                                                                                   |
| 7 oktober 2001 «onderlinge duels» 19:30 (UTC+8) | China         | 1 – 0   | Oman | Wulihestadion, Shenyang Toeschouwers: 45.000 Scheidsrechter: Shamsul Maidin (SIN) |
| 7 oktober 2001 «onderlinge duels» 19:30 (UTC+8) | Yu Genwei 36' | Verslag |      | Wulihestadion, Shenyang Toeschouwers: 45.000 Scheidsrechter: Shamsul Maidin (SIN) |

|                                                  |                                                 |         |                               |                                                                                              |
| 13 oktober 2001 «onderlinge duels» 18:30 (UTC+4) | Oman                                            | 4 – 2   | Oezbekistan                   | Sultan Qaboos Sports Complex, Muscat Toeschouwers: 400 Scheidsrechter: Masayoshi Okada (JPN) |
| 13 oktober 2001 «onderlinge duels» 18:30 (UTC+4) | Al-Mukhaini 50', 83' Bashir 52' Al-Mahrouqi 89' | Verslag | 5' Davletov 27' (e.d.) Ashoor | Sultan Qaboos Sports Complex, Muscat Toeschouwers: 400 Scheidsrechter: Masayoshi Okada (JPN) |

|                                                  |                                          |         |       |                                                                                     |
| 13 oktober 2001 «onderlinge duels» 19:30 (UTC+8) | China                                    | 3 – 0   | Qatar | Wulihestadion, Shenyang Toeschouwers: 43.850 Scheidsrechter: Benito Archundia (MEX) |
| 13 oktober 2001 «onderlinge duels» 19:30 (UTC+8) | Su Maozhen 11' Qu Bo 29' Hao Haidong 57' | Verslag |       | Wulihestadion, Shenyang Toeschouwers: 43.850 Scheidsrechter: Benito Archundia (MEX) |

|                                                  |                              |         |                           |                                                                                              |
| 19 oktober 2001 «onderlinge duels» 18:30 (UTC+4) | Verenigde Arabische Emiraten | 2 – 2   | Oman                      | Sjeik Zayidstadion, Abu Dhabi Toeschouwers: 40.000 Scheidsrechter: Ali Abdulla Mandani (KUW) |
| 19 oktober 2001 «onderlinge duels» 18:30 (UTC+4) | Ibrahim 45' Omar 60'         | Verslag | 22' Mubarak 41' Al-Dhabit | Sjeik Zayidstadion, Abu Dhabi Toeschouwers: 40.000 Scheidsrechter: Ali Abdulla Mandani (KUW) |

|                                                  |              |         |       |                                                                                                |
| 19 oktober 2001 «onderlinge duels» 19:30 (UTC+5) | Oezbekistan  | 1 – 0   | China | Pakhtakor Markaziystadion, Tasjkent Toeschouwers: 15.000 Scheidsrechter: Rodrigo Badilla (CRC) |
| 19 oktober 2001 «onderlinge duels» 19:30 (UTC+5) | Shirshov 90' | Verslag |       | Pakhtakor Markaziystadion, Tasjkent Toeschouwers: 15.000 Scheidsrechter: Rodrigo Badilla (CRC) |

## Play-off
|                                                     |             |         |                              |                                                                                |
| 25 oktober 2001 «onderlinge duels» 17:30 (UTC+4:30) | Iran        | 1 – 0   | Verenigde Arabische Emiraten | Azadistadion, Teheran Toeschouwers: 40.000 Scheidsrechter: Kim Young-Joo (KOR) |
| 25 oktober 2001 «onderlinge duels» 17:30 (UTC+4:30) | Bagheri 45' | Verslag |                              | Azadistadion, Teheran Toeschouwers: 40.000 Scheidsrechter: Kim Young-Joo (KOR) |

|                                                  |                              |         |                                  |                                                                                      |
| 31 oktober 2001 «onderlinge duels» 18:30 (UTC+4) | Verenigde Arabische Emiraten | 0 – 3   | Iran                             | Al Nahyanstadion, Abu Dhabi Toeschouwers: 18.000 Scheidsrechter: Toru Kamikawa (JPN) |
| 31 oktober 2001 «onderlinge duels» 18:30 (UTC+4) |                              | Verslag | 7' Daei 76' Bagheri 79' Minavand | Al Nahyanstadion, Abu Dhabi Toeschouwers: 18.000 Scheidsrechter: Toru Kamikawa (JPN) |

Iran kwalificeert zich voor de intercontinentale play-off.

## Intercontinentale play-off
|                                                 |                            |         |      |                                                                                            |
| 10 november 2001 «onderlinge duels» 18:00 (UTC) | Ierland                    | 2 – 0   | Iran | Lansdowne Road, Dublin Toeschouwers: 36.538 Scheidsrechter: Antonio Pereira da Silva (BRA) |
| 10 november 2001 «onderlinge duels» 18:00 (UTC) | Harte 44' (pen.) Keane 50' | Verslag |      | Lansdowne Road, Dublin Toeschouwers: 36.538 Scheidsrechter: Antonio Pereira da Silva (BRA) |

|                                                      |                  |         |         |                                                                                       |
| 15 november 2001 «onderlinge duels» 17:30 (UTC+3:30) | Iran             | 1 – 0   | Ierland | Azadistadion, Teheran Toeschouwers: 100.000 Scheidsrechter: William Mattus Vega (CRC) |
| 15 november 2001 «onderlinge duels» 17:30 (UTC+3:30) | Golmohammadi 90' | Verslag |         | Azadistadion, Teheran Toeschouwers: 100.000 Scheidsrechter: William Mattus Vega (CRC) |

Ierland won met 2–1 over twee wedstrijden en kwalificeert zich voor het hoofdtoernooi.